# Список канонизированных русских князей и княгинь
Список канонизированных русских князей включает всех прославленных Русской православной церковью (включая Украинскую, Белорусскую и зарубежную) святых, являвшихся членами правящих династий Руси и России.
В список также включены те святые, реальное существование или идентификация которых оспаривается историками, а также почитаемые усопшие.

## История канонизации
История канонизации святых в Русской Церкви может быть разделена на семь периодов:
- XI в. — 1547 год
- Соборы 1547 и 1549 годов
- 1550—1721 годы
- 1721—1894 годы
- 1894—1917 годы
- 1917—1987 годы
- с 1988 года[1].

Русская православная церковь не канонизирует князей за национальные или политические заслуги — ни в московской, ни новгородской, ни татарской истории; ни за объединительные, ни удельные успехи.
Многие князья были канонизированы в Новейшее время: Евфросиния Полоцкая и Анна Кашинская канонизированы при Николае II. Ярослав Мудрый, Владимир Мстиславич и супруга его Агриппина, Дмитрий Донской, София Слуцкая, Царственные страстотерпцы и Алапаевские мученики — после 1917 года.
Установлены имена и подвиг 45 православных благоверных жён, из них 26 святых принадлежат Российскому миру.
Академик Е. Е. Голубинский разделяет святых так:
1. Общерусские святые
2. Местночтимые святые
3. Почитаемые усопшие (последние, при определённых условиях, могут быть прославлены в лике святых)
4. Усопшие, на самом деле не почитаемые, но часто по ошибке называемые святыми

## Хронологический список
Серым цветом в таблице отмечены местночтимые святые (некоторые местночтимые святые могут быть не отмечены как таковые), зелёным — Святые Единой Церкви (также почитаемые в инославных церквях), розовым — почитаемые усопшие (подвижники благочестия или мученики, не канонизированные официальной церковью).
Хронология приводится по году упокоения. Имена святых даны в церковно-славянской форме. Группы преставившихся одновременно святых указаны вместе.

### Рюриковичи
| Изображение | | император | Годы жизни | Канонизация | Лик святости                                  | День памяти | Примечание |
| ----------- | --- | --- | --- | --- | --------------------------------------------- | --- | --- |
|             | Осколд, в крещении Николай | князь Киевский | X век, убит Вещим Олегом                                                                                             | XI век — местно, (27 июня 2013 Поместным Собором Украинской Православной Церкви Киевского Патриархата по случаю 1025-летия Крещения Киевской Руси | первомученик, благоверный                     | 2 (15) июля; 2-я неделя по Пятидесятнице; 15 (28) июля (Собор Киевских святых) | Первомученик Киевской Руси и Украины (УПЦ КП); Местночтимый Киевский святой (РПЦ) |
|             | Дир, в крещении Илия | князь Киевский | X век, убит Вещим Олегом                                                                                             | забыта (?) | мученик, благоверный (?)                      | 15 июля (28 июля) (Собор Киевских святых) | Первые русские князья, принявшие христианство. Многие иерархи церкви (например, Макарий (Булгаков)), считают их мучениками за веру. По мнению Татищева, первые мученики на Руси были «от неведения истории забыты и в святцы не внесены» |
|             | Ольга, в крещении Елена | великая княгиня Киевская | ум. 11 июля 969 | X век (?) | равноапостольная, благоверная (блаженная)     | 11 июля (24 июля) (в день преставления); 2-я неделя Великого поста (Собор святых в Малой России); 3-я неделя по Пятидесятнице (Собор Псковских святых); 15 июля (28 июля) (Собор Киевских святых); 10 октября (23 октября) (Собор Волынских святых) | Также почитается в католической церкви под именем св. Ольга Русская |
|             | Улеб Игоревич (Глеб Игоревич) | княжич | X век, убит братом Святославом Игоревичем                                                                            | забыта (?) | мученик (?)                                   | 15 июля (28 июля) (Собор Киевских святых) | Брат Святослава, казнен им в Болгарии. По мнению Татищева, первые мученики на Руси были «от неведения истории забыты и в святцы не внесены» |
|             | Анна Романовна | царевна Византийская, великая княгиня Киевская | 13 марта 963—1011/1012                                                                                               | до 1240 года | благоверная                                   | 15 июля (28 июля) (Собор Киевских святых) ? | Местночтимая Киевская святая. До разрушения Десятинной церкви в 1240 году останки Анны и Владимира особо почитались русскими людьми. Вполне возможно, что они были провозглашены первыми русскими святыми. |
|             | Владимир Святославич (Креститель), в крещении Василий | князь Новгородский, великий князь Киевский | ок. 960 — 15 июля 1015                                                                                               | в 2-й половине XIII века, после победы новгородцев в Невской битве (1240 г.), которая произошла 15 июля | равноапостольный, благоверный                 | 15 июля (28 июля) (в день преставления); 2-я неделя Великого поста (Собор святых в Малой России); 3-я неделя по Пятидесятнице (Собор Галицких святых); 15 июля (28 июля) (Собор Киевских святых); 10 октября (23 октября) (Собор Волынских святых) | Также почитается в католической церкви под именем св. Владимир Великий |
|             | Борис и Глеб, в крещении Роман и Давид | Борис — князь Ростовский, Глеб — князь Муромский | убиты в 1015 году по приказу Святополка Окаянного (см. Сказание о Борисе и Глебе)                                    | XI век; в католицизме — в 1724 году папой Бенедиктом XIII | благоверные, страстотерпцы                    | 15 мая (2 мая) (перенесение мощей); 23 мая (5 июня) (Собор Ростово-Ярославских святых);6 августа (24 июля) (совместное празднование святым); 18 сентября (5 сентября) (память князя Глеба); 10 июня (23 июня) (Глеб в Соборе Рязанских святых);23 июня (6 июля) (Глеб в Соборе Владимирских святых); Воскресенье перед 28 июля (11 августа) (Глеб в Соборе Смоленских святых); 22 сентября (5 октября) (Глеб в Соборе Тульских святых); 15 июля (28 июля) (Собор Киевских святых); 10 октября (23 октября) (Собор Волынских святых) | Первые русские святые. Борис (под именем Роман Русский) и Глеб (под именем Давид Польский) входят в список святых католической церкви |
|             | Анна Новгородская, до крещения Ингигерда, в крещении Ирина, в постриге Анна | принцесса шведская, княгиня Новгородская, великая княгиня Киевская | 1001 — 10 февраля 1050                                                                                               | в 1439 году Новгородским архиепископом святителем Евфимием II | благоверная                                   | 10 февраля (23 февраля); ранее также 4 октября (17 октября) вместе с сыном св. Владимиром (в современном церковном календаре не отмечается) | Первая из княгинь, принявших монашество. Также существует предположение, что Ингигерда и Анна — два разных лица, и агиографы превратили двух жен князя Ярослава, рано скончавшуюся Анну и Ирину (Ингигерду), в одно лицо — Ирину, в монашестве Анну. |
|             | Владимир Ярославович, в крещении Василий | князь Новгородский | 1020—1052 | в 1439 году новгородским архиепископом святителем Евфимием II | благоверный                                   | 4 октября (17 октября) | |
|             | Ярослав Мудрый, в крещении Георгий | князь Ростовский, Новгородский, великий князь Киевский | ок. 978 — 19 или 20 февраля 1054                                                                                     | в 9 марта 2004 года — украинской православной церковью (Московского патриархата); 8 декабря 2005 года — Русской православной церковью 11 июля 2008 Поместным Собором Украинской Православной Церкви Киевского Патриархата по случаю 1020-летия Крещения Киевской Руси 21 января (3 февраля) 2016 года Архиерейским Собором Русской православной церкви (повсевместно) | благоверный                                   | 20 февраля (5 марта); 23 мая (5 июня) (Собор Ростово-Ярославских святых); 15 июля (28 июля) (Собор Киевских святых) | |
|             | Судислав Владимирович, затворник Киевский, в крещении Георгий | князь Псковский | ум. 1063 | | преподобный                                   | Не установлен; 2-я неделя Великого поста (Собор святых в Малой России); суббота сырной седмицы (Собор всех преподобных); 3-я неделя по Пятидесятнице (Собор Псковских святых) | Местночтимый Псковский святой |
|             | Святослав Ярославович, в крещении Николай или Симеон | князь Черниговский, великий князь Киевский | 1027 — 27 декабря 1076                                                                                               | | благоверный                                   | 27 декабря (9 января)?; 2-я неделя Великого поста (Собор святых в Малой России); 15 июля (28 июля) (Собор Киевских святых) | Местночтимый Киевский святой. Упоминается при освящении иконы «Собор святых из рода Рюриковичей». |
|             | Изяслав Ярославович, в крещении Димитрий | князь Туровский, Новгородский, великий князь Киевский | 1024 — 3 октября 1078, Битва на Нежатиной Ниве                                                                       | | благоверный                                   | 3 октября (16 октября); 15 июля (28 июля) (Собор Киевских святых) | Местночтимый Киевский святой. Упоминается при освящении иконы «Собор святых из рода Рюриковичей». |
|             | Ярополк Изяславович, в крещении Петр | князь Владимиро-Волынский и Туровский | 1043/47 — 5 декабря 1086, предательски убит собственным дружинником Нерадцем                                         | в 1866 году в Почаевской Лавре | благоверный                                   | 22 ноября (5 декабря) (в день мученической гибели); 5 декабря (18 декабря); 3-я неделя по Пятидесятнице (Собор Галицких святых); 10 октября (23 октября) (Собор Волынских святых) | |
|             | Анна Всеволодовна, в миру Янка | княжна Киевская | вторая половина XI века — 3 ноября 1112 или 1113                                                                     | неизвестно | преподобная                                   | 3 ноября (16 ноября), в день смерти; 18 мая (31 мая), в день обретения мощей;3 июня (16 июня) (Упомянута как инокиня в иконописном подлиннике 20-х гг. XIX в.); суббота сырной седмицы (Собор всех преподобных); 15 июля (28 июля) (Собор Киевских святых) | |
|             | Кукша Печерский | княжич вятичей Иеромонах | ум. после 1114 года, согласно другому источнику — в 1110 году, зверски убит вятичами                                 | до 1-й четверти XIII века. | священномученик, преподобномученик            | 27 сентября (11 октября) (день мученичества); 28 сентября (11 октября) (Собор преподобных отцов Киево-Печерских Ближних пещер); 2-я неделя Великого поста (Собор всех преподобных отцов Киево-Печерских); суббота сырной седмицы (Собор всех преподобных) | |
|             | Давид Святославович | князь Переяславский, Муромский, Смоленский, Новгородский, Черниговский | ок. 1050—1123 | | благоверный                                   | 20 сентября (3 октября) (Собор Брянских святых) | Местночтимый черниговский святой, в Соборе Брянских святых |
|             | Василий (Василько) Ростиславович | князь теребовльский | около [[ \|.]].1066—[[ \|.]].1124                                                                                    | | блаженный                                     | 25 августа (7 сентября) | Местночтимый Теребовльский святой |
|             | Владимир Мономах, в крещении Василий | Князь Смоленский, Черниговский, Переяславский, великий князь Киевский | 1053—19 мая 1125 | в XIII—XIV веках. | благоверный                                   | 19 марта (1 апреля); 19 мая (1 июня); Неделя 2 по Пятидесятнице (Собор всех святых, в земле Российской просиявших); 15 июля (28 июля) (Собор Киевских святых) | Прославлен местночтимо в лике святых. Общецерковно канонизирован включением в Собор всех святых, в земли Российской просиявших |
|             | Михаил Муромский | княжич Муромский | XII век, погиб в Муроме в малолетстве от рук язычников                                                               | в 1547 году на Макарьевском соборе как местночтимый; в 1553 году установление общецерковного празднования благодарность Царя Иоанна Грозного за взятие Казани | благоверный (блаженный), мученик              | 21 мая (3 июня); 23 июня (6 июля) (Собор Владимирских святых) | Также существует предположение, что князья с такими именами были, но жили несколько веков спустя после крещения Мурома. Автор жития писал в XVI веке, плохо разбирался даже в летописных преданиях и многое напутал. |
|             | Константин Муромский, в крещении Панкратий, княжеское имя Ярослав Святославич | князь Муромский, Черниговский | 1070-е — 1129 | в 1547 году на Макарьевском соборе как местночтимый; в 1553 году установление общецерковного празднования благодарность Царя Иоанна Грозного за взятие Казани | благоверный (блаженный)                       | 21 мая (3 июня); 23 июня (6 июля) (Собор Владимирских святых) | Также существует предположение, что князья с такими именами были, но жили несколько веков спустя после крещения Мурома. Автор жития писал в XVI веке, плохо разбирался даже в летописных преданиях и многое напутал. |
|             | Феодор Муромский | князь Муромский | XII век | в 1547 году на Макарьевском соборе как местночтимый; в 1553 году установление общецерковного празднования благодарность Царя Иоанна Грозного за взятие Казани | благоверный (блаженный)                       | 21 мая (3 июня); 23 июня (6 июля) (Собор Владимирских святых) | Почитается общероссийским святым, наследовал муромский престол после кончины своего отца; историки отождествляют его со старшим братом Юрием. Также существует предположение, что князья с такими именами были, но жили несколько веков спустя после крещения Мурома. Автор жития писал в XVI веке, плохо разбирался даже в летописных преданиях и многое напутал. |
|             | Ирина Муромская | княгиня Муромская, Черниговская | XII век | | благоверная                                   | 21 мая (3 июня); 23 июня (6 июля) (Собор Владимирских святых) | Жена Константина (Ярослава) Святославовича Муромского. Упоминается только в «Житии» её мужа, а также изображена в некоторых житийных иконах. Является местночтимой муромской святой |
|             | Мстислав Великий, в крещении Феодор, в Европе был известен как Гаральд | князь Смоленский, Новгородский, Ростовский, Белгородский, великий князь Киевский | 1 июня 1076 — 14 апреля 1132                                                                                         | почитался ещё при земной жизни, Прославлен общецерковно в 1981 | благоверный                                   | 15 апреля (28 апреля); Неделя 3 по Пятидесятнице (Собор Новгородских святых); 15 июля (28 июля) (Собор Киевских святых) | В Собор Киевских святых УПЦ (МП) не входит. Память совершается в Соборе Новгородских святых. |
|             | Всеволод Мстиславович, в крещении Гавриил | князь Новгородский, Псковский | ум. 11 февраля 1138                                                                                                  | в 1549 году на Макарьевском соборе, до этого местночтимый | благоверный                                   | 11 февраля (24 февраля); 22 апреля (5 мая); 27 ноября (10 декабря) | |
|             | Николай Святоша Киево-Печерский, в Ближних пещерах почивающий, до крещения Святослав, в крещении Панкратий | княжич Черниговский, князь Луцка | ок. 1080 — 14 октября 1143                                                                                           | в 1643 году митрополитом Петром Могилой (местно); в 1762 году, по указу Святейшего Синода (общерусско) | преподобный                                   | 28 сентября (11 октября) (Собор преподобных отцов Киево-Печерских Ближних пещер); 14 октября (27 октября); 2-я неделя Великого поста (Собор всех преподобных отцов Киево-Печерских); суббота сырной седмицы (Собор всех преподобных); 15 июля (28 июля) (Собор Киевских святых); 10 октября (23 октября) (Собор Волынских святых) | Первый из русских князей, принявших монашество. |
|             | Игорь Черниговский, в крещении Георгий, в иночестве Гавриил ; в схиме — Игнатий | великий князь Киевский | ум. 9 (по другим, 19) сентября 1147, убит киевлянами                                                                 | В 1150 году | благоверный, страстотерпец                    | 19 сентября (2 октября) — день убиения; 5 (18) июня — перенесение мощей; 15 июля (28 июля) (Собор Киевских святых) | канонизирован в чине благоверного, но также почитаем как страстотерпец или мученик, занесен в католические святцы как Святой Игорь II, князь Московский |
|             | Борис Туровский | князь Белгородский, Туровский, Кидекшенский | умер 4 мая 1158 или 2 мая 1159                                                                                       | местночтимо в России — ?; в 2002 году — постановлением Святого Синода Белорусской Православной Церкви | благоверный                                   | 5 (17) мая; 23 июня (6 июля) (Собор Владимирских святых) | |
|             | Изяслав Андреевич, в крещении — имя неизвестно | княжич Владимирский | умер 28 октября 1165 года (или 28 сентября 1164; или 28 октября 1164) года                                           | во 2-й пол. XVII—XVIII века. | благоверный                                   | 23 июня (6 июля) (Собор Владимирских святых) | Отец (великий князь Владимирский Андрей Боголюбский) поставил в память о сыне Церковь Покрова на Нерли |
|             | Ростислав Мстиславович, в крещении Михаил | князь Смоленский, Новгородский, великий князь Киевский | ок. 1108 — 14 марта 1167                                                                                             | В 1984 году (местно) 21 января (3 февраля) 2016 года Архиерейским Собором Русской православной церкви (повсевместно) | благоверный                                   | 14 марта (27 марта); 4 июня (17 июня) (в Белоруссии); 3-я неделя по Пятидесятнице (Собор Белорусских Святых); воскресенье перед 28 июля (10 августа) (Собор Смоленских святых); 15 июля (28 июля) (Собор Киевских святых) | |
|             | Глеб Всеволодович Городенский, иже в Киеве чудотворец | князь Городенский | умер 1170 (?) | к XVIII — нач. XX века. | благоверный, чудотворец                       | 6 июля (19 июля); 2-я неделя Великого поста (Собор святых в Малой России); 15 июля (28 июля) (Собор Киевских святых) | В некоторых источниках ошибочно отождествляется сo смоленским князем Глебом Святославичем |
|             | Мстислав Изяславович, в крещении Феодор | князь Переяславский, Луцкий, Волынский, великий князь Киевский | ок. 1125/1126 — 19.8.1170)                                                                                           | в 1982 году | благоверный                                   | 23 июня (6 июля) (Собор Владимирских святых); 15 июля (28 июля) (Собор Киевских святых) | |
|             | Евфросиния Полоцкая, языческое имя Предслава Святославна, в крещении Евпраксия | княжна Полоцкая | 1110—1173 | в мае 1910 года — Святейшим Синодом;папой римским Григорием Х на втором Лионском соборе в 1274 году, в 1984 году — папой Иоанном Павлом II | преподобная (РПЦ) Virgo (Дева)(РКЦ)           | 23 мая (5 июня); 24 мая (6 июня); в 3-ю неделю по Пятидесятнице (Собор Белорусских святых); суббота сырной седмицы (Собор всех преподобных); 23 мая по григорианскому календарю (в католической церкви) | Первая женщина на территории Белоруссии, признанная святой. Несмотря на то, что её житие было после раскола христианства, она равно почитаема как в православии, так в католичестве. Единственная католическая святая-девственница из Восточной Европы. |
|             | Евпраксия Полоцкая, языческое имя Звенислава Рогволодовна (Борисовна) | княжна Полоцкая | после 1110 / до 1127 — после 1173                                                                                    | до 1927 года. | преподобная                                   | 24 мая (6 июня); в 3-ю неделю по Пятидесятнице (Собор Белорусских святых); суббота сырной седмицы (Собор всех преподобных) | По некоторым данным, Евпраксия была канонизирована православной церковью |
|             | Евдокия Полоцкая, языческое имя Гордислава Святославна | княжна Полоцкая | после 1110 — конец XII в.                                                                                            | | преподобная                                   | 24 мая (6 июня)? | Помощницами и опорой Евфросиньи многочисленных делах и начинаниях были её сестры: родная Гордислава (в монашестве Евдакия) и двоюродная Звенислава (Евпраксия). Они просияли рядом с яркой звездой Предславы-Евфросинии |
|             | Глеб Владимирский, в крещении Георгий | князь | 1160-е — после 1190                                                                                                  | в 1702 году | благоверный                                   | 4 (17) июля; 23 июня (6 июля) (Собор Владимирских святых) | Персона полулегендарная, в летописях не фигурирует. |
|             | Мстислав Андреевич, в крещении — ? | князь | ум. 28.3.1173 | | благоверный                                   | 23 июня (6 июля) (Собор Владимирских святых) | Местночтимый Владимирский святой |
|             | Андрей Боголюбский, Половецкое имя — Китай | князь Вышгородский, Дорогобужский, Рязанский, великий князь Владимирский | ок. 1111 — 29 июня 1174, убит заговорщиками                                                                          | в 1702 году | благоверный, страстотерпец                    | 4 июля (17 июля); 23 июня (6 июля) (Собор Владимирских святых); 15 июля (28 июля) (Собор Киевских святых); 10 октября (23 октября) (Собор Волынских святых) | |
|             | Михаил Георгиевич Владимирский, светское имя Михалко Юрьевич | Великий князь Владимирский | ок. 1154 — 20 июня/3 июля 1176                                                                                       | в 1982 году | благоверный                                   | 20 июня (3 июля); 23 июня (6 июля) (Собор Владимирских святых) | |
|             | Мстислав Храбрый, в крещении Георгий | Князь Белгородский, Смоленский, Новгородский | ум. в 1180 | | благоверный                                   | 14 июня (27 июня) (местно); Неделя 2 по Пятидесятнице (Собор всех святых, в земле Российской просиявших); Неделя 3 по Пятидесятнице (Собор Новгородских святых) | |
|             | Изяслав Глебович, в крещении — ? | князь | ум. 14.5.1184, смертельно ранен во время штурма Великого города Серьбреных Болгар                                    | | благоверный                                   | 23 июня (6 июля) (Собор Владимирских святых) | Местночтимый Владимирский святой |
|             | Феодор Феодорович | Муромский | XII век ? | до XVII века. | благоверный                                   | 21 мая (3 июня) | Местночтимый Муромский святой. Внук благоверного князя Константина, просветителя Мурома. Письменные исторические источники, содержащие какие-либо сведения о его жизни полностью отсутствуют. Сохранились они лишь в народных преданиях. |
|             | Мария Шварновна (Владимировна), чешское княжеское имя Милослава, в иночестве Мария, в схиме Марфа | принцесса чешская, великая княгиня Владимирская | 1158 — 19 марта 1205/1206 г.                                                                                         | | благоверная                                   | 19 марта (1 апреля) (местно, Владимир); 23 июня (6 июля) (Собор Владимирских святых) | Местночтимая Владимирская святая. По мнению многих историков она была не чешского, а осетинского (аланского, ясского) происхождения. |
|             | Всеволод Большое Гнездо, в крещении Димитрий | Великий князь Владимирский | [[ \|.]].1154 — 15.4.1212                                                                                            | | благоверный                                   | 15 апреля (28 апреля); 23 июня (6 июля) (Собор Владимирских святых) | Местночтимый Владимирский святой |
|             | Анна, в миру Любава Васильковна Витебская | княжна Витебская, великая княгиня Владимирская | ум. в XIII веке | | преподобная (?)                               | 23 июня (6 июля) (Собор Владимирских святых) | вторая супруга Всеволода Георгиевича, ее мощи почивают под спудом в Свято-Успенском Княгинином монастыре |
|             | Константин Всеволодович, Старинные историографы награждали его эпитетами «Мудрый» и «Добрый» | князь Новгородский (1205—1208), князь Ростовский (1208—1216), Великий князь Владимирский (1216—1218) | 18.5.1186 — 2.2.1218                                                                                                 | | благоверный                                   | 23 июня (6 июля) (Собор Владимирских святых) | Местночтимый Владимирский святой |
|             | Василий Мстиславич | князь Новоторжский | ум. в 1218 | | благоверный                                   | 4 (17) октября; Неделя 3 по Пятидесятнице (Собор Новгородских святых) | Сын благ. кн. Мстислава Удалого |
|             | Владимир Всеволодович, в крещении Димитрий, в схиме имя неизвестно | удельный князь Переяславский, удельный князь Стародубский | 26 октября 1192 — 6 января 1227                                                                                      | | благоверный                                   | 26 октября (8 ноября); 23 июня (6 июля) (Собор Владимирских святых) | Местночтимый Владимирский святой, его мощи покоятся в Успенском соборе |
|             | Мстислав Удалой, в крещении Феодор, в схиме — имя неизвестно | князь Трипольский, Торопецкий, Новгородский, Галицкий, Торчесский | до 1176-1228 | | благоверный                                   | 10 февраля (23 февраля); 4 октября (17 октября); 3-я неделя по Пятидесятнице (Собор Галицких святых и Собор Новгородских святых) | Местночтимый Новгородский и Галицкий святой |
|             | Петр и Феврония, в иночестве или в крещении Давид и Евфросиния | князья Муромские (легендарные) | ум. в 1228 или в XIV веке                                                                                            | в 1547 году на Макарьевском соборе как местночтимые; в 1553 году установление общецерковного празднования благодарность Царя Иоанна Грозного за взятие Казани | благоверные                                   | 25 июня (8 июля) и воскресенье перед 6 (19) сентября; 23 июня (6 июля) (Собор Владимирских святых) | В летописных источниках не упоминаются. Некоторые исследователи отождествляют Петра и Февронию с известным по летописям муромским князем Давидом Юрьевичем и его супругой, другие историки видят в них видят супругов Петра и Евфросинию, княживших в Муроме в XIV веке. |
|             | Убиенный князь-отрок, его имя — Бог весть (Олег Юрьевич ?) | княжич Муромский (легендарный) | XIII или XIV век | |                                               | | Местночтимый Муромский святой. Малолетний сын Петра и Февронии. По мнения Муромских краеведов вероятнее всего был их внуком, княжичем Олегом Юрьевичем. |
|             | Всеволод Герсикский (в хрониках канцелярии епископа Риги используется форма Wiscewolodus; лат. Vissewalde rex de Gerzika; нем. Vissewalde; в работах латвийских авторов упоминается как латыш. Visvaldis | князь Герсикский, | ум. после 1230 | | благоверный, исповедник                       | Неделя 2 по Пятидесятнице (Собор всех святых, в земле Российской просиявших) | Местночтимый латгальский святой |
|             | Феодор Ярославович | князь Новгородский | 1219—1233 | в 1787 году митрополитом Петербургским и Новгородским Гавриилом Петровым | благоверный                                   | 5 июня (15 июня); 3-я неделя по Пятидесятнице (Собор Новгородских святых) | 23 июня (6 июля) (Собор Владимирских святых) |
|             | Зарайские мученики: Фёдор Юрьевич и Евпраксия Рязанская и сын их Иоанн, младенец | князь, княгиня и княжич Рязанские и Зарайские (полулегендарные) | ум. в 1237, убит татарами/сбросились с башни                                                                         | | благоверные, мученики                         | 21 декабря (3 января); 10 (23) июня (Собор Рязанских святых); 2-я неделя по Пятидесятнице | Местночтимые Рязанские святые. Известны по «Повести о разорении Рязани Батыем» |
|             | Рязанские мученики: князь Юрий Игоревич (Георгий), мать его княгиня Аграфена Ростиславна (Агриппина), брат его князь Юрий Игоревич (Олег), в крещении Косма, и племянники его князья Роман Ингваревич, Глеб Ингваревич и Давыд Ингваревич | Георгий — великий князь рязанский; Агриппина — княжна Смоленская и Киевская, княгиня Рязанская; Олег — князь Рязанский и Пронский; Роман — князь Рязанский и Коломенский;Глеб — князь Коломенский; Давид — князь Муромский | ум. в 1237, убиты татарами                                                                                           | | благоверные, мученики                         | 21 декабря (3 января); 10 (23) июня (Собор Рязанских святых) | Местночтимые Рязанские святые. В источниках существует большая путаница между сыновьмя Игоря Глебовича и Ингваря Игоревича. Схожесть отчеств (Игоревич и Ингваревич) дает разное толкование в потомках двух князей. Точно есть сведения о Романе и Глебе Ингваревичах Войтович отождествляет Св. Романа с упоминаемым «Повестью о разорении Рязани Батыем» Глебом Ингваревичем Коломенским                                                                                    |
|             | Владимирские мученики: княгиня Агафия Всеволодовна, сыны её Всеволод Юрьевич, в крещении Димитрий, Мстислав Юрьевич и Владимир Юрьевич, внуки Димитрий младенец и др., дочь её Феодора и снохи её Мария и Христина | Агафия — Черниговская княжна и великая княгиня Владимирская; Всеволод — князь Новгородский; Владимир — княжич и князь-наместник Московский; Мстислав и Димитрий — княжичи; Мария и Христина — княжны и княгини; Феодора — княжна | ум. в 1237, замучены татарами                                                                                        | в 1645 году в Соборе Владимирских святых. | благоверные, мученики                         | 23 июня (6 июля) (Собор Владимирских святых) | Местночтимые Владимирские святые. Семья св. Юрия (Георгия) Всеволодовича. Реальное существование Марии и Христины под сомнением. |
|             | Георгий (Юрий) Всеволодович | Великий князь Владимирский | 26 ноября 1188 — 4 марта 1238, Битва на реке Сити                                                                    | в 1645 году патриархом Иосифом | благоверный, мученик                          | 4 февраля (17 февраля), в день перенесения мощей (1239); 4 марта (17 марта), в день гибели; 23 июня (6 июля) (Собор Владимирских святых); в 1-е воскресенье после 29 июня (12 июля) (Собор Тверских святых); 1-е воскресенье после 26 августа (8 сентября)(Собор нижегородских святых) | |
|             | Василий (Василько) Ростовский | удельный князь Ростовский | 7 декабря 1209 — 4 марта 1238, Битва на реке Сити                                                                    | неизвестно | благоверный, мученик                          | 4 марта (17 марта), в день гибели; 23 мая (5 июня) (Собор Ростово-Ярославских святых); 23 июня (6 июля) (Собор Владимирских святых) в 1-е воскресенье после 29 июня (12 июля) (Собор Тверских святых) | В соборе Ростово-Ярославских святых. |
|             | Всеволод Константинович, в крещении Иоанн | удельный князь Ярославский | 18 июня 1210 — 4 марта 1238, Битва на реке Сити                                                                      | неизвестно | благоверный, мученик                          | 4 марта (17 марта), в день гибели; 23 мая (5 июня) (Собор Ростово-Ярославских святых) | Местночтимый Ростово-Ярославский святой. |
|             | Василий Козельский | князь Козельский | 1225/1226 — май 1238, пропал без вести (утонул в крови) при взятии Козельска Татарами                                | | мученик, благоверный                          | | |
|             | Евпраксия Псковская, в миру Евфросиния | княжна Полоцкая, княгиня Псковская | ум. 16 (29) октября 1243, убита пасынком                                                                             | к 1243 г. в Новгородской епархии; до 1734 г. повсевместно | преподобномученица, благоверная               | 16 октября (29 октября), в день мученической гибели; 3-я неделя по Пятидесятнице (Собор Псковских святых, Собор Белорусских святых); суббота сырной седмицы (Собор всех преподобных) | |
|             | Снандулия Псковская | возможно княжна; монахиня или схимонахиня | жила в XIII веке | ? | преподобная                                   | 8 ноября (21 ноября) 3-я неделя по Пятидесятнице (Собор Псковских Святых) | Местночтимая Псковская святая. келейница прп. Евпраксии (княгини Евфросиньи), возможно из княжеского рода. |
|             | Феодосия Мстиславна, в иночестве Евфросиния, славянское имя Ростислава Мстиславна | княжна Торопецкая, княгиня Переяславская, великая княгиня Киевская, Владимирская | Скончалась в 1244 году                                                                                               | | благоверная, блаженная                        | 5 мая (18 мая), в день смерти 3-я Неделя по Пятидесятнице (Собор Новгородских святых); 23 июня (6 июля) (Собор Владимирских святых) | супруга святого великого благоверного князя Ярослава Владимирского |
|             | Михаил Черниговский | князь Переяславский Новгородский, Черниговский, Галицкий, великий князь Киевский | 1179—1246, замучен татарами (см. Сказание о убиении в орде князя Михаила Черниговского и его боярина Феодора)        | в 1547 году на Макарьевском соборе | благоверный, мученик и исповедник, чудотворец | 20 сентября (3 октября), в день мученической кончины; 14 февраля (27 февраля), в день перенесения мощей 22 сентября (5 октября) (Собор Тульских святых | почитается в Украинской Греко-Католической Церкви |
|             | Феодор Черниговский | князь, боярин Черниговскій | убит в 1246 году, замучен татарами (см. Сказание о убиении в орде князя Михаила Черниговского и его боярина Феодора) | в 1547 году на Макарьевском соборе | Мученик, чудотворец                           | 20 сентября (3 октября), в день мученической кончины; 14 февраля (27 февраля), в день перенесения мощей | почитается в Украинской Греко-Католической Церкви |
|             | Ярослав Всеволодович, в крещении Феодор | князь Переяславский, князь-наместник Рязанский, Преяславль-Залесский, Новгородский, великий князь Киевский, великий князь Владимирский | 8 февраля 1191 года — 30 сентября 1246 года, отравлен татарами                                                       | Общецерковно прославлен в 1981 | благоверный                                   | 30 сентября (13 октября); 23 июня (6 июля) (Собор Владимирских святых); 3-я Неделя по Пятидесятнице (Собор Новгородских святых) | Ярослав Всеволодович был канонизирован в чине благоверного князя, день памяти 30 сентября/13 октября. Упоминается при освящении иконы «Собор святых из рода Рюриковичей». |
|             | Михаил Смоленский | князь Смоленский | ум. ок. 1248 | | благоверный                                   | Неделя перед 28 июля (11 августа) (Собор Смоленских святых) перед 28 июля (11 августа) (Собор Смоленских святых) | |
|             | Василий Всеволодович | князь Ярославский | ум. 1249 | в 1501 году | благоверный                                   | 8 июня (21 июня); 3 июля (16 июля); 23 мая (5 июня) (Собор Ростово-Ярославских святых) | в соборе Ростово-Ярославских святых. |
|             | Владимир Константинович, в крещении Димитрий | Князь Углицкий | умер после 1355 года                                                                                                 | в XVIII веке, в связи с почитанием его сыновей. | благоверный                                   | 26 октября (8 ноября); 27 декабря (9 января) | Местночтимый Угличский святой. |
|             | Евфросиния Суздальская, в миру Феодулия Михаиловна | княжна Суздальская и Черниговская | ум. 1250 | 18 сентября 1698 года митрополитом Суздальский Иларионом по благословению патриарха Адриана | Преподобная, благоверная                      | 18 сентября (1 октября) (Прославление); 25 сентября (8 октября) (преставление);23 июня (6 июля) (Собор Владимирских святых);20 сентября (3 октября) (Собор Брянских Святых); суббота сырной седмицы (Собор всех преподобных) | |
|             | Владимир Мстиславович и супруга его Агриппина Ржевская | князь и княгиня Псковские (Великолуцкие), Псковские, Ржевские | до 1178—после 1226                                                                                                   | Начало почитания неизвестно. Деканонизированы в 1745 году по распоряжению Святейшего Синода и епархиальных архиереев Повторно канонизированы (местно) в XIX веке. В 1979 году по инициативе митрополита Алексия (Коноплёва) Калининского и Кашинского | благоверные                                   | 15 июля (28 июля); 23 июня (6 июля); в 1-е воскресенье после 29 июня (12 июля) (Собор Тверских святых) | в Соборе Тверских святых. Почитание деканонизированных синодальной Церковью святых сохранялось в полной мере у старообрядцев. |
|             | Ксения Ярославская | княгиня Ярославская | XII век | | благоверная                                   | 24 января (6 февраля); 23 мая (5 июня) (Собор Ростово-Ярославских святых) | теща благ. Ѳеодора Смоленскаго. Местночтимая Ярославская святая |
|             | Александра Брячиславовна, ; в некоторых источниках Параскева или Александра (Параскева) | княжна Витебская и Полоцкая, Торопецкая, княгиня Новгородская, Переяславль-Залесская, великая княгиня Киевская, великая княгиня Владимирская | Скончалась в 1251 году                                                                                               | | благоверная                                   | 23 ноября (6 декабря); 23 июня (6 июля) (Собор Владимирских святых) | Местночтимая Владимирская святая. Первая жена Александра Невского. Н. М. Карамзин полагал что Александра и Васса две разные жены Александра Невского. Существование второй жены Александра у историков вызывает сомнения. Некоторые полагают, что Васса — монашеское имя Александры Брячиславовны. Подробнее по этому вопросу см. А. Карпов, Александр Невский (ЖЗЛ). Обе супруги Александра Невского почитаются как местночтимые святые.                                     |
|             | Святослав Всеволодович, в крещении Гавриил | Князь новгородский, Юрьевский, Переяславский, Суздальский, великий князь Владимирский | 27 марта 1196 — 3 февраля 1252                                                                                       | не позднее XVII в | благоверный                                   | 3 февраля (16 февраля) 23 июня (6 июля) (Собор Владимирских святых) | Местночтимый Владимирский святой, местночтимый святой города Юрьева-Польского |
|             | Константин Всеволодович | князь Ярославский | убит в битве с татарами на Туговой горе в 1255/7                                                                     | в 1501 году | благоверный                                   | 8 июня (21 июня); 3 июля (16 июля); 23 мая (5 июня) (Собор Ростово-Ярославских святых) | в соборе Ростово-Ярославских святых. В некоторых источниках ошибочно отождествляется с Великим князем Константином Всеволодовичем. |
|             | Олег Красный, в схиме Косма | великий князь Рязанский князь Пронский | ум. март 1258 | | благоверный                                   | 10 (23) июня (Собор Рязанских святых) | Местночтимый Рязанский святой. В таких источниках, как «Повесть о разорении Рязани Батыем», он отождествлён со своим дядей Олегом Игоревичем и назван мучеником. |
|             | Андрей Владимирович | Князь Углицкий | умер в 1261 году | в XVIII веке | благоверный                                   | ? | Местночтимый Угличский святой. |
|             | Александр Невский, в схиме Алексий | князь Новгородский Переяславль-Залесский, великий князь Киевский, великий князь Владимирский | май 1221-14 ноября 1263                                                                                              | в 1547 году на Макарьевском соборе | благоверный                                   | 23 мая (5 июня) (Собор Ростово-Ярославских святых); 23 июня (6 июля) (Собор Владимирских святых); 30 августа (12 сентября) (день перенесения мощей в Санкт-Петербург (1724) — главный); 14 ноября (27 ноября) (день кончины в Городце (1263) — отменён);23 ноября (6 декабря) (день погребения во Владимире (1263)); 23 июня (6 июля) (Собор Владимирских святых); 20 июня (3 июля) (Собор Карельских святых);; 3-я неделя по Пятидесятнице (Собор Новгородских Святых и Собор Санкт-Петербургских святых); 22 сентября (5 октября) (Собор Тульских святых); 18 ноября (1 декабря) (Собор эстонских святых); в 1-е воскресенье после 29 июня (12 июля) (Собор Тверских святых); 1-е воскресенье после 26 августа (8 сентября)(Собор нижегородских святых) | |
|             | Васса | княгиня Новгородская, Переяславль-Залесская, великая княгиня Киевская, великая княгиня Владимирская | Скончалась после 1263 года                                                                                           | | благоверная, праведная                        | 23 ноября (6 декабря); 23 июня (6 июля) (Собор Владимирских святых) | Местночтимая Владимирская святая. Вторая жена Александра Невского. Мать Святого Даниила Московского. Н. М. Карамзин полагал что Александра и Васса — две разные жены Александра Невского. Существование второй жены Александра у историков вызывает сомнения. Некоторые полагают, что Васса — монашеское имя Александры Брячиславовны. Подробнее по этому вопросу см. А. Карпов, Александр Невский (ЖЗЛ). Обе супруги Александра Невского почитаются как местночтимые святые. |
|             | Евдокия Владимирская | княжна Владимирская | Скончалась после 1263 года                                                                                           | в 1982 году включением её имени в Собор Владимирских святых, до этого местночтимая | благоверная                                   | 23 июня (6 июля) (Собор Владимирских святых) | |
|             | Димитрий Святославович | Князь юрьевский | до 1228—1269 | не позднее XVII в | благоверный, праведный                        | 3 февраля (16 февраля); 23 июня (6 июля) (Собор Владимирских святых) | Местночтимый Владимирский святой, также города Юрьева-Польского |
|             | Василий (Василько) Романович, во иночестве ? | князь Белзский, Берестейский, Перемильский, Пересопницкий, луцкий, Волынский, Король Руси | 1203—1269 | | благоверный, преподобный                      | 10 (23) октября (Собор Волынских святых) | окончил дни свои иноком |
|             | Роман Олегович Рязанский, славянское имя Ярослав | великий князь Рязанский | 1237—19 июля 1270 года, убит татарами                                                                                | в 1270 году, сразу после его гибели | благоверный, мученик                          | 19 июля (1 августа), в день мученической кончины; 10 (23) июня (Собор Рязанских святых) | Один из двух рязанских общероссийских святых в 1996 году (все другие рязанские святые почитались ещё только как местночтимые) |
|             | Анастасия Рязанская | княжна киевская, великая княгиня Рязанская | XIII век | | благоверная                                   | 10 (23) июня (Собор Рязанских святых) | Местночтимая Рязанская святая. |
|             | Мария Михаиловна | княжна Черниговская, княгиня Ростовская | родилась между 1211—1214 гг ум. 9 декабря 1271 г.                                                                    | | благоверная                                   | 9 декабря (22 декабря) (день преставления) | Дочерь Святого благоверного князя Михаила Черниговского и жена Святого благоверного князя Василько Ростовского, способствовала их прославлению. Единственная женщина-летописец на Руси. Имели место попытки канонизации Марии, о чём свидетельствует предание, об обнаружении захоронения княгини в уцелевшем одеянии. Но можно предположить, что тому помешало неоднозначное отношение к ней                                                                                 |
|             | Ярослав Ярославович, в крещении и в схиме Афанасий | князь Тверской, Великий князь Владимирский, Князь Новгородский | 1230—1272 | | благоверный                                   | в 1-е воскресенье после 29 июня (12 июля) (Собор Тверских святых) | Местночтимый Тверской святой |
|             | Глеб Василиевич | князь Белозерский, Ростовский | 1237-1278 | в 1964 году при установлении празднования Собору Ростово-Ярославских святых, до этого местночтимый. | благоверный                                   | 23 мая (5 июня) (Собор Ростово-Ярославских святых) | В соборе Ростово-Ярославских святых |
|             | Мария Василиевна | княгиня Ярославская | умерла ок. 1281—1284 гг.                                                                                             | | благоверная (блаженная)                       | 22 июля (4 августа); 23 мая (5 июня) (Собор Ростово-Ярославских святых) | Местночтимая Ярославская святая. Первая жена князя Фёдора Ростиславича Чёрного. В древнейших из известных источников XVI — начала XVII веков она именуется только Анастасией и лишь позднее произошла порча текста |
|             | Роман Владимирович | князь Углицкий | ум. 3 февраля 1285                                                                                                   | в 1595 году Казанским митрополитом (будущим патриархом) Ермогеном по благословению патриарха Иова | благоверный                                   | 3 февраля (16 февраля); 23 мая (5 июня) (Собор Ростово-Ярославских святых) | в соборе Ростово-Ярославских святых |
|             | Михаил Феодорович Ярославский | княжич Ярославский | 1265 — умер ок. 1287—1288 гг.                                                                                        | | благоверный (блаженный)                       | 19 сентября (2 октября); 23 мая (5 июня) (Собор Ростово-Ярославских святых) | Местночтимый Ярославский святой. |
|             | Михаил Смоленский | князь Смоленский | ум. ок. 1288 | | благоверный                                   | 19 сентября (2 октября); Неделя перед 28 июля (11 августа) (Собор Смоленских святых) | |
|             | Роман Брянский | князь Черниговский князь Дебрянский | после 1288 года, убит Татарами по приказу хана Тохты                                                                 | | благоверный                                   | 20 сентября (3 октября) (Собор Брянских Святых) | по другим данным ум. после 1305 года |
|             | Владимир Василькович, в Крещении Иоанн | князь Волынский | 1249/1250 — 10 декабря 1288                                                                                          | 27 июня 2013 на Поместном Соборе по случаю 1025-летия Крещения Киевской Руси | благоверный                                   | 10 (23) декабря в день упокоения и 10 (23) октября (Собор Волынских святых) | местночтимый Волынский святой (УПЦ КП), почитаемый усопший (РПЦ) |
|             | Олег Романович, в крещении Леонтий, в иночестве Василий | княжич Черниговский князь Брянский | ок. 1245 — 1289 год                                                                                                  | Вскоре после смерти | благоверный                                   | 20 сентября (3 октября) местно с памятью его деда, св. Михаила Черниговского (Собор Брянских Святых); 10 октября (23 октября) (Собор Волынских святых) | по другим данным ум. в 1307 году |
|             | Симеон (Полоцкий) | княжич Полоцкий епископ Полоцкий первый епископ Тверской | Скончался 3.2.1289                                                                                                   | 21 января (3 февраля) 2016 года Архиерейским Собором Русской православной церкви (повсевместно) | святитель                                     | 3 февраля (16 февраля) (день представления); в 3-ю неделю по Пятидесятнице (Собор Белорусских святых); в 1-е воскресенье после 29 июня (12 июля) (Собор Тверских святых) | |
|             | Анна, в миру Анастасия Феодоровна; и Ксения Федоровна | княгини Ярославские | умерли в 1289 году / после 1289 года.                                                                                | | благоверные (блаженные)                       | 24 января (6 февраля) (св. Ксения) 19 сентября (2 октября) (св. Анастасия) 23 мая (5 июня) (Собор Ростово-Ярославских святых) | Местночтимые Ярославские святые Сестры князя св. Михаила Федоровича. Открытие мощей в 1692 году не состоялось. В некоторых источниках названы как одно лицо — Анастасия Федоровна (Ксения) — княгиня Ярославская. По мнению историков, Ксения — теща святого князя Феодора. Анастасия, как можно полагать, — иноческое имя второй супруги его, княгини Анны. |
|             | Ольга Романовна, в Крещении Елена | княгиня Волынская | ум. после 1289 | | благоверная                                   | 10 (23) октября (Собор Волынских святых) | Упоминается в Акафисте святому благоверному князю Олегу Брянскому. В некоторых источниках названа святой |
|             | Пётр Ордынский, языческое имя Даир Кайдагул | царевич Ордынский | ум. 1290 | XIV век (местно) в 1547 году на Макарьевском соборе (Повсеместно) | преподобный, чудотворец                       | 23 июня (6 июля) (Собор Владимирских святых); 30 июня (13 июля); суббота сырной седмицы (Собор всех преподобных) | |
|             | Димитрий Александрович | князь Переяславль-Залесский, Новгородский, великий князь Владимирский | 1250—1294 | в 1982 году включением в Собор Владимирских святых, до этого местночтимый | благоверный                                   | 26 октября (8 ноября); 23 июня (6 июля) (Собор Владимирских святых) | |
|             | Мария Владимирская | княгиня Переяславль-Залесская, Новгородская, великая князь Владимирская | XIII век | | благоверная                                   | 1 (14) апреля; 23 июня (6 июля) (Собор Владимирских святых) | Местночтимая Владимирская святая. супр. благ. Димитрія Владимірскаго |
|             | Иоанн Путивльский | князь Путивльский | XIII век, убит татарами                                                                                              | XIII век | благоверный                                   | 20 сентября (3 октября), с памятью его деда, св. Михаила Черниговского | Несомненно, реальная личность, потомок св. Михаила Черниговского. Однако все упоминания о князе Иоанне сводятся к одному древнейшему источнику, а именно «Любечскому Синодику». |
|             | Довмонт, в крещении Тимофей | князь псковский | ум. 20 мая 1299 | в XVI веке после Баториева нашествия по случаю некоего чудного явления | благоверный                                   | 25 мая (7 июня) (местная Память) 3-я неделя по Пятидесятнице (Собор Псковских Святых) | |
|             | Марфа Псковская, в миру Мария Димитриевна | княжна Переяславская и Новгородская, великая княжна Владимирская, княгиня Псковская, схимонахиня | ум. в 1300 г. или 6 ноября 1316/1317 г.                                                                              | ? | преподобная, благоверная                      | 25 мая (7 июня) (местная Память) 8 ноября (21 ноября) (день преставления) суббота сырной седмицы (Собор всех преподобных); 3-я неделя по Пятидесятнице (Собор Псковских Святых) | Местночтимая Псковская святая. супруга святого благоверного князя Довмонта Псковского |
|             | Наталия Псковская | княгиня Псковская, схимонахиня | ум. после 1300 г. | ? | благоверная                                   | 8 ноября (21 ноября) 3-я неделя по Пятидесятнице (Собор Псковских Святых) | Местночтимая Псковская святая. По преданию, невестка княгини Марии, супруга её сына князя Давида. |
|             | Феодор Чермный | удельный князь ярославский удельный князь Можайский Великий князь Смоленский | ок. 1260—1299; | в 1467 году | благоверный, чудотворец                       | 19 сентября (2 октября); 5 (18) марта (обретение мощей); 23 мая (5 июня) (Собор Ростовских святых); 22 июня (5 июля); Воскресенье перед 28 июля (11 августа) (Собор Смоленских святых) | Федор, Давид и Константин — в соборе Ростово-Ярославских святых. Первые ярославские святые. |
|             | Анастасия Ярославская | княгиня Ярославская | XII век | | благоверная                                   | 19 сентября (2 октября); 23 мая (5 июня) (Собор Ростово-Ярославских святых) | вторая супр. Ѳеодора Смоленскаго. Местночтимая Ярославская святая |
|             | Даниил Московский | удельный князь Московский | 1261 — 4 марта 1303                                                                                                  | в 1589—1605 гг. (местно) в 1652 году (общерусское прославление) в 1791 году (местно) | благоверный                                   | 4 (17) марта(день смерти);2 августа (15 августа) (Собор Московских святых);30 августа (12 сентября) (обретение мощей) | В Соборе Московских святых |
|             | София Ярославовна | княжна, монахиня | ум. в 1305 г. | ? | преподобная, благоверная                      | в 1-е воскресенье после 29 июня (12 июля) (Собор Тверских святых) | Местночтимая Тверская святая. Родная сестра великого князя Михаила Тверского, ангел-хранитель Тверского княжеского двора. |
|             | Ксения Тверская, в иночестве Мария | княжна черниговская или боярыня Новгородская; княгиня новгородская, Тверская, великая княгиня Владимирская | ум. в 1312 | вскоре после смерти (местно); в 1988 году (2-й раз, местно) | благоверная                                   | в 1-е воскресенье после 29 июня (12 июля) (Собор Тверских святых) | Местночтимая Тверская святая. Мать князя Михаила Ярославича Тверского. |
|             | Михаил Ярославович | князь тверской, Великий князь владимирский | 1271—1318, убит татарами                                                                                             | в 1549 году на Макарьевском соборе, до этого — местночтимый | благоверный, мученик                          | 22 ноября (5 декабря) (день мученической смерти); в 1-е воскресенье после 29 июня (12 июля) (Собор Тверских святых) | |
|             | Борис Даниилович | князь костромской, городецкий. | ум. 30.5.1320 | | благоверный                                   | 30 мая (12 июня) | Местночтимый Нижегородский святой |
|             | Константин Улемец | удельный князь Ярославский | ум. не позднее 1321 года                                                                                             | в 1467 году | благоверный, чудотворец                       | 19 сентября (2 октября); 5 (18) марта (обретение мощей); 23 мая (5 июня) (Собор Ростовских святых); 22 июня (5 июля); Воскресенье перед 28 июля (11 августа) (Собор Смоленских святых) | в соборе Ростово-Ярославских святых. Первые ярославские святые. |
|             | Давид Феодорович | удельный князь Ярославский | ум. в 1321 г. | в 1467 году | благоверный, чудотворец                       | 19 сентября (2 октября); 5 (18) марта (обретение мощей); 23 мая (5 июня) (Собор Ростовских святых); 22 июня (5 июля); Воскресенье перед 28 июля (11 августа) (Собор Смоленских святых) | в соборе Ростово-Ярославских святых. Первые ярославские святые. |
|             | Афанасий Даниилович | князь Новгородский | ум. в 1322 году | | благоверный                                   | 18 января (31 января) | Похоронен монахом у Церкви Спаса на Нередице. |
|             | Димитрий Грозные Очи | князь Тверской, великий князь Владимирский | 1271—1325, убит татарами                                                                                             | после 1485 г. | благоверный, мученик                          | 15 сентября (28 сентября) (день мученической смерти) в 1-е воскресенье после 29 июня (12 июля) (Собор Тверских святых) | Местночтимый Тверской святой. |
|             | Феодор Иоаннович, второе имя Ярослав | удельный князь Стародубский | конец 1280-х. — 1330 г, убит татарами                                                                                | Издавно почитался местно. Деканонизирован 20 ноября 1746 года по распоряжению Святейшего Синода и епархиальных архиереей Повторно канонизирован (местно) в 1982 году по инициативе архиепископа Владимирского и Суздальского Серапиона (Фадеев) включением его имени в Собор Владимирских святых.                                                                     | благоверный, мученик, чудотворец              | 21 июня (4 июля); 23 июня (6 июля) (Собор Владимирских святых) | Местночтимый Владимирский святой. После деканонизации было запрещено служить по нему молебен и панихиду, икону забрали в Суздаль, а в церкви уничтожили все видимые следы его могилы. В случае обретения мощей возможно, удостоится и общецерковной канонизации. |
|             | Александр Михаилович и сын его Феодор | Александр — князь Тверской, Новгородский и Великий князь владимирский, Федодор — княжич | ум. 1339, убиты татарами                                                                                             | в 1908 г. включением имен в Тверской патерик, а позже — в Собор всех святых в земле Российской просиявших. | благоверные, мученики                         | 28 октября (10 ноября) (день мученической смерти) 7 октября (20 октября) (день рождения св. Александра) в 1-е воскресенье после 29 июня (12 июля) (Собор Тверских святых) | Местночтимые Тверские святые. |
|             | Иоанн Калита, светское имя Иван IДанилович Калита (добрый), в схиме Анания | князь Московский, Новгородский, Владимирский | (ок.1283 — 31 марта 1340 или 1341                                                                                    | в 2001 году включением в Собор Московских святых и Собор Тульских святых | благоверный                                   | 22 сентября (5 октября) (Собор Тульских святых); Неделя 11 по Пятидесятнице 1-е воскресенье после 29 июня (12 июля) (Собор Тверских святых); 1-е воскресенье перед 26 августа (8 сентября)(Собор Московских святых) | Местночтимый Московский и Тульский святой. |
|             | Василий Ростиславович | князь Ярославский | ум. в 1344 г. | | благоверный                                   | 13 (26) июля; 23 мая (5 июня) (Собор Ростово-Ярославских святых) | Местночтимый Ярославский святой |
|             | Василий Грозный | князь Ярославский | ум. в 1345 г. | в 1964 году включением в Собор Ростово-Ярославских святых Собор Ростово-Ярославских святых по инициативе Ярославского и Ростовского архиеп. Никодима (Ротова), до этого местночтимый | благоверный                                   | 3 февраля (16 февраля); 23 мая (5 июня) (Собор Ростово-Ярославских святых) | |
|             | Мария Александровна, в иночестве Фотиния | княжна Тверская, княгиня Московская, великая княгиня Владимирская | ум. после 1353 г. | | благоверная                                   | 31 июля (13 августа) | супруга великого князя московского Симеона Гордого |
|             | Георгий Ярославович | Князь Муромский | умер после 1355 года «с истомы» (по-видимому, насильственной смертью)                                                | после 1609 года | благоверный                                   | 23 июня (6 июля) (Собор Владимирских святых) | Местночтимый Муромский святой. На иконе «Житие Константина, Михаила и Феодора» из Благовещенского монастыря (ныне в музее) он изображен с нимбом. Под изображением надпись: «Святой благоверный князь Георгий». |
|             | Андрей Константинович имена в иночестве и схиме неизвестны | великий князь Суздальско-Нижегородские | не ранее 1320 — 2 июня 1365                                                                                          | | благоверный                                   | 2 июня (15 июня); 23 июня (6 июля) (Собор Владимирских святых) 25 августа (7 сентября) | |
|             | Анна Кашинская, в иночестве София или Евфросиния, в схиме Анна | княжна Ростовская, княгиня тверская, великая княгиня владимирская | ок. 1280 — 2 октября 1368                                                                                            | Стихийно чтима с XVII века, деканонизирована в 1677 году, повторно канонизирована в 1909 год. | благоверная, преподобная                      | 23 мая (5 июня) (Собор Ростовских святых); 12 июня (25 июня) годовщина перенесения мощей в 1650 году 2 сентября (15 сентября), день своей кончины в 1-е воскресенье после 29 июня (12 июля) (Собор Тверских святых); суббота сырной седмицы (Собор всех преподобных) | Жена Михаила Ярославича (см. выше). В Соборе Тверских святых |
|             | Феодора Нижегородская, в миру Анастасия Иоанновна или Василиса (Васса) | боярыня тверская великая княгиня Суздальско-Нижегородская игумения | ум. в 1378 году | | благоверная, преподобная                      | 28 марта (10 апреля); 16 апреля (29 апреля); 2 июня (15 июня); 23 июня (6 июля) (Собор Владимирских святых); суббота сырной седмицы (Собор всех преподобных) 1-е воскресенье после 26 августа (8 сентября)(Собор нижегородских святых) | Жена Андрея Константиновича |
|             | Мученики Куликовской битвы, в том числе Роман Брянский, Глеб Брянский, Федор Иванович Тарусский, Мстислав Иванович Тарусский, Андрей Константинович Оболенский, Семен Андреевич Оболенский (Семен Константинович Оболенский), Феодор Романович Белозерский, Иван Феодорович Белозерский, Семен Михайлович Белозерский, Феодор Семенович Белозерский, Андрей Андомский, Семен Васильевич Кемский (Андрей Васильевич Кемский), Глеб Карголомский, Глеб Каргопольский, Иван Михайлович Моложский, Роман Давыдович Углицкий, Иван Романович Углицкий, Владимир Романович Углицкий, Святослав Романович Углицкий, Яков Романович Углицкий, Семен Стародубский, Владимир Дорогобужский, Иван Александрович Всеволожский, Глеб Иванович Друцкой, Дмитрий Владимирович Холмский, Михаил Васильевич Кашинский, Феодор Туровский, Мстислав Туровский, Юрий Феодорович Мещерский, четверо князей Белозерских имена которых не сохранились, Семен Михайлович Глуховский, Димитрий Монастырев, | 12 князей Белозерских (в том числе князья Андомский, Кемский, Карголомский и Каргопольский), 5 князей Углицких, 2 князя Брянских, 2 князя Тарусских, 2 князя Оболенских, 2 князя Туровских, 2 княжича Смоленских (князь Дорогобужский и князь Всеволожский), князь Моложский, князь Стародубский, князь Друцкой, князь Холмский, князь Кашинский, туземный князь Мещерский, князь Глуховский, князь Монастырёв | 8 сентября 1380 года, убиты татарами в битве на Куликовом поле                                                       | 20 октября 1380 года Преподобным Сергием, игуменом Радонежским | мученики                                      | Суббота перед 26 октября (8 ноября) (Димитриевская родительская суббота) | Семен Андреевич Оболенский По ошибке в некоторых источниках назван Семеном Константиновичем. Семен Васильевич Кемский по некоторым летописям Андрей. Среди погибших упоминаются Семён Михайлович Глуховский и Дмитрий Монастырёв, о гибели которых известно также соответственно в битве на р. Пьяне в 1377 году и битве на р. Воже в 1378 году. |
|             | Михаил Бренок | безудельный князь, боярин, воевода | 8 сентября 1380 года, убит татарами в битве на Куликовом поле                                                        | 6 октября 1999 года | благоверный, мученик                          | Суббота перед 26 октября (8 ноября) (Димитриевская родительская суббота), 19 мая (1 июня) | На службе Великому Князю Димитрию поминаются его сподвижники, участвовавшие в Куликовской битве. |
|             | Димитрий Донской | князь Московский, великий князь Владимирский | 12 октября 1350, Москва — 19 мая 1389                                                                                | в 1988 году — на Поместном соборе Русской православной церкви | благоверный                                   | 23 января (5 февраля) (Собор Костромских святых); 19 мая (1 июня) (день преставления); 6 июля (19 июля) (Собор Радонежских святых); 1-е воскресенье перед 26 августа (8 сентября)(Собор Московских святых); 22 сентября (5 октября) (Собор Тульских святых) | |
|             | Димитрий Боброк | безудельный князь | после 1389 | 6 октября 1999 года | благоверный                                   | 19 мая (1 июня) | На службе Великому Князю Димитрию поминаются его сподвижники, участвовавшие в Куликовской битве. |
|             | Андрей Смоленский | князь Смоленский, Переяславский | ?—1390 | в 1749 году | благоверный, чудотворец                       | 23 мая (5 июня) (Собор Ростово-Ярославских святых); Воскресенье перед 28 июля (11 августа) (Собор Смоленских святых); 27 октября (9 ноября) (Обретение мощей — 1539) | В соборе Ростово-Ярославских святых |
|             | Глеб Всеволодович (Святославович) | великий князь Смоленский | около [[ \|.]].1355 — [[ \|.]].1399 погиб в битве с татарами на реке Ворскле                                         | 2-я пол. XVII века подтверждена в 1984 году включением его имени в Собор Смоленских святых по благословению Смоленского и Вяземского архиепископа Феодосия (Процюка) | благоверный                                   | 7 (20) июля; Воскресенье перед 28 июля (11 августа) (Собор Смоленских святых) | |
|             | Михаил Александрович, в иночестве Матфей | князь Микулинский и Тверской, великий князь Тверской | 1333-1399 | в 1897 году ? | благоверный                                   | 26 сентября (8 сентября); 1-е воскресенье после 29 июня (12 июля) (Собор Тверских святых) | |
|             | Олег Иоаннович, во иночестве Иона, в схиме Иоаким | великий князь Рязанский | ум. в 1402 году | | благоверный                                   | 10 (23) июня (Собор Рязанских святых) | Местночтимый Рязанский святой. |
|             | Симеон Мстиславович Вяземский | удельный князь Вяземский и Новоторжский | ум. в 1406 году убит Юрием Святославичем                                                                             | ? | благоверный, мученик                          | 21 декабря (3 января); Воскресенье перед 28 июля (11 августа) (Собор Смоленских святых | Местночтимый Смоленский святой. |
|             | Иулиания Вяземская | удельный князь и княгиня Вяземские и Новоторжские | ум. в 1406 году убита Юрием Святославичем                                                                            | XIX век, до этого местночтимая | благоверная, мученица                         | 2 июня (15 июня) (Обретение мощей св. Иулиании) 21 декабря (3 января)); 1-е воскресенье после 29 июня (12 июля) (Собор Тверских святых); Воскресенье перед 28 июля (11 августа) (Собор Смоленских святых) | |
|             | Евфросиния Московская, в миру Евдокия Дмитриевна | великая княжна Суздальская, княгиня Московская, великая княгиня Владимирская | 1353—1407 | в 1407 году | преподобная, благоверная                      | суббота сырной седмицы (Собор всех преподобных); 17 мая (30 мая); 7 июля (20 июля) (день преставления) 1-е воскресенье перед 26 августа (8 сентября)(Собор Московских святых) 1-е воскресенье после 26 августа (8 сентября)(Собор нижегородских святых) | Жена Дмитрия Донского (см. выше). Приняла постриг, прославлена под монашеским именем |
|             | Георгий Святославович | великий князь Смоленский | ум. 14 сентября 1407 года или в 1408 году                                                                            | 2-я пол. XVII века | благоверный                                   | 7 (20) июля; Воскресенье перед 28 июля (11 августа) (Собор Смоленских святых) | Местночтимый святой Веневского Успенского монастыря |
|             | Владимир Андреевич Храбрый (Донской) | удельный князь Серпуховской, Боровский, Углицкий | 15 июля 1353—1410 | 2-я пол. XVII века | благоверный                                   | 19 мая (1 июня) | В XVII—XIX веках почитался в серпуховском Высоцком монастыре как местночтимый святой. На службе великому князю Димитрию Донскому поминается в числе его сподвижников, участвовавших в Куликовской битве. |
|             | Андрей Владимирович Меньшой Донской | Князь Серпуховской, Князь Радонежский, Князь Боровский | примерно 1380-е гг. — [[ \|.]].1426 г.                                                                               | ? | благоверный                                   | ? | Местночтимый Алексинский святой. |
|             | Димитрий Заозерский и жена его Мария | удельный князь и княгиня Заозерские, Вологодские | между 1380 и 1440 гг. Убит татарами                                                                                  | в 1841 году Вологодским епископом Иннокентием (Борисовым) в составе СобораВологодских святых | благоверные                                   | 26 октября (8 ноября) (местно) 3-я неделя по Пятидесятнице (Собор Вологодских святых) | Почитались как родители св. преподобного инока Иоасафа Каменского. В Соборе Вологодских святых |
|             | Феодор Всеволодович | князь Вологодский | ум.1429-1439 гг. | в 1841 году Вологодским епископом Иннокентием (Борисовым) в составе СобораВологодских святых | благоверный                                   | 1 сентября (13 сентября); 3-я неделя по Пятидесятнице (Собор Вологодских святых) | В Соборе Вологодских святых |
|             | Димитрий Красный | князь Углицкий, Бежецкий, Галицкий | 1421 (?)— 22 сентября 1440                                                                                           | в 1440 году | благоверный                                   | 23 января (5 февраля) (Собор Костромских святых); 1-е воскресенье после СС (12) июля (Собор Тверских святых) | |
|             | Евфросин Тверской | князь Тепринскій, Оршинскій. | почил около 1460 года                                                                                                | к кон. XVII в | преподобный                                   | 2 (15) марта; 2 (15) июля (Твер.); 1-е воскресенье после 29 июня (12 июля) (Собор Тверских святых) | |
|             | Иоасаф Каменский, Спасокубенский, в миру Андрей Димитриевич | княжич Заозерский | преставился в 1453 году                                                                                              | в 1841 году Вологодским епископом Иннокентием (Борисовым) в составе СобораВологодских святых | преподобный                                   | суббота сырной седмицы (Собор всех преподобных); 10 сентября (23 сентября); 3-я неделя по Пятидесятнице (Собор Вологодских святых) | |
|             | Андрей Васильевич Большой (Горяй) | удельный князь Углицкий | 1446-1493 | | благоверный                                   | 23 мая (5 июня) (Собор Ростово-Ярославских святых) | В соборе Ростово-Ярославских святых |
|             | Симеон Иоаннович | удельный князь Калужский | 21.3.1487 — 26.6.1518                                                                                                | ? | благоверная или преподобная                   | ? | Сразился с татарами на Оке и одержал над ними победу, согласно легенде, благодаря помощи святого юродивого Лаврентия Калужского. За этот подвиг князь Симеон и праведный Лаврентий стали местночтимыми святыми. |
|             | Игнатий Прилуцкий, в миру Иван Андреевич | удельный князь Углицкий | ок. 1477 — 19 мая 1523                                                                                               | на Стоглавом Соборе 1551 г. Местная канонизация И. подтверждена включением его имени в Собор Вологодских святых, празднование которому было установлено в 1841 г. Вологодским еп. Иннокентием (Борисовым) | Преподобный                                   | 19 мая (1 июня); 23 мая (5 июня) (Собор Ростово-Ярославских святых); суббота сырной седмицы (Собор всех преподобных); 3-я неделя по Пятидесятнице (Собор Вологодских святых) | Сын Горяя |
|             | Димитрий Андреевич Угличский (Прилуцкий) | удельный князь Углицкий | ок. 1481 — после 1540                                                                                                | в 1-й трети XVII в. Канонизация Д. А. подтверждена включением его имени в Собор Вологодских святых (празднование установлено в 1841) и в Собор Ростово-Ярославских святых (празднование установлено в 1964). | благоверный                                   | 23 мая (5 июня) (Собор Ростово-Ярославских святых); 3-я неделя по Пятидесятнице (Собор Вологодских святых) | Сын Горяя |
|             | София Суздальская, в миру Соломония Сабурова | великая княгиня Московская | ок. 1490 — 18 декабря 1542                                                                                           | в 1650 году (местно) в 1982 году в Соборе Владимирских святых (общецерковно) | преподобная                                   | 16 декабря (29 декабря); 1 августа (14 августа) | |

### Рюриковичи-цари
| Икона | Имя                                                                                    | Титул                            | Годы жизни                                           | Канонизация                                                                                                | Лик святости                | День памяти | Примечание |
| ----- | -------------------------------------------------------------------------------------- | -------------------------------- | ---------------------------------------------------- | --- | --------------------------- | --- | --- |
|       | Евфросинья Старицкая, в иночестве Евдокия; и Иулиания Палецкая, в иночестве Александра | княгини                          | ум. 20 октября 1569, убиты по приказу Ивана Грозного | Начался сбор материалов в Комиссию по канонизации святых РПЦ для установления им общецерковного почитания. | преподобномученицы          | 9 декабря (22 декабря) (св. Ефросинья); 21 декабря (3 января) (св. Иулиания); 3-я неделя по Пятидесятнице (Собор Вологодских святых)                                                                                       | Местночтимые вологодские святые. |
|       | Димитрий Углицкий, прямое имя Уар                                                      | царевич, удельный князь Углицкий | 29.10.1582 — 25.5.1591, неизвестно кем был убит      | в 1606 году                                                                                                | благоверный, страстотерпец  | 15 мая (28 мая) (убиение); 3 июня (16 июня) (перенесение мощей); 19 октября (1 ноября) (рождение); воскресенье перед 26 августа (8 сентября) (Собор Московских святых); 23 мая (5 июня) (Собор Ростово-Ярославских святых) | последний русский удельный князь |
|       | Феодор Иоаннович Блаженный                                                             | Царь всея Руси                   | 11.5.1557 — 7.1.1598                                 | вскоре после его кончины.                                                                                  | благоверный                 | воскресенье перед 26 августа (8 сентября) (Собор Московских святых); 31 мая (13 июня); 7 января (20 января) (день его преставления)                                                                                        | Местночтимый Московский святой. |
|       | Ирина Феодоровна, во иночестве Александра                                              | царица Русская, боярыня Годунова | 1557 (?). — 29 октября 1603                          | | благоверная, преподобная    | 29 октября (11 ноября) (день преставления); воскресенье перед 26 августа (8 сентября) (Собор Московских святых) | указана в некоторых рукописных святцах в числе Московских святых.                                                                                  |
|       | Дария, в миру Анна Алексеевна Колтовская                                               | 4-я русская царица               | ок. 1554/1556 — 5.4.1626                             | ? | благоверная или преподобная | именины (6 марта (19 марта)) и день преставления (23 марта (5 апреля))) | Дарья почиталась в Тихвине и окрестностях в качестве местночтимой святой как устроительница и благотворительница Введенского (Царицына) монастыря. |

### Гедиминовичи и другие западнорусские роды
| Икона | Имя                                                                  | Титул                                                               | Годы жизни                                                     | Канонизация | Лик святости             | День памяти | Примечание |
| ----- | -------------------------------------------------------------------- | ------------------------------------------------------------------- | -------------------------------------------------------------- | --- | ------------------------ | --- | --- |
|       | Меркурий Смоленский                                                  | княжич Моравский                                                    | ум. в 1239, убит татарами                                      | XVI век | мученик                  | 24 ноября (7 декабря) (день мученичества); Воскресенье перед 28 июля (11 августа) (Собор Смоленских святых) | |
|       | Харитина Литовская                                                   | княжна Литовская                                                    | умерла в 1281 г.                                               | ? | преподобная, благоверная | 5 октября (18 октября); 3-я неделя по Пятидесятнице (Собор Белорусских Святых и Собор Новгородских Святых); суббота сырной седмицы (Собор всех преподобных) | Согласно документальным свидетельствам, важнейшим из которых является надпись на надгробии Харитины в новгородской церкви Петра и Павла на Синичьей горе, женщина происходила из рода литовских князей, была инокиней Петропавловского монастыря, которому принадлежал этот храм и умерла 5 октября 1492 г. В XIX веке (вероятно, на основании местных легенд) появились другие версии жития. |
|       | Андрей Полоцкий, литовское имя Вингольд (Вингальт, Вигунд)           | Князь псковский, Князь полоцкий, Князь трубчевский, Князь лукомский | ок. 1320 — 12.08.1399 погиб в битве с татарами на реке Ворскле | 6 октября 1999 года | благоверный              | 19 мая (1 июня) | На службе Великому Князю Димитрию поминаются его сподвижники, участвовавшие в Куликовской битве. |
|       | Евфросиния Ольгердовна, во иночестве Евпраксия                       | великая княжна Литовская великая княгиня Рязанская                  | ум. в 1405 году                                                | | благоверная              | 10 (23) июня (Собор Рязанских святых) | жена князя Олега. Наиболее известная из рязанских княгинь. Местночтимая Рязанская святая. |
|       | Феодор Даниилович, в иночестве Феодосий                              | князь Острожский                                                    | 1360—1483                                                      | В конце XVI — начале XVII веков | преподобный              | 11 августа (24 августа); 28 августа (10 сентября) (Собор преподобных отцов Киево-Печерских Дальних пещер); 2-я неделя Великого поста (Собор всех преподобных отцов Киево-Печерских); суббота сырной седмицы (Собор всех преподобных) в 3-ю неделю по Пятидесятнице (Собор Белорусских святых)                                                | Год преставления преподобного Феодора неизвестен, но не подлежит сомнению, что он скончался во второй половине XV века в глубокой старости (С. М. Соловьев в «Истории России» считал годом его кончины 1483) |
|       | Иулиания ОльшанскаяДева, светское имя Юлиания Юрьевна Гольшанская    | княжна Гольшанская                                                  | 1550—1566                                                      | в 1643 году митрополитом Петром Могилой (местно) в 1762 году, по указу Святейшего Синода (общерусско) | преподобная, праведная   | 28 сентября (11 октября) (Собор преподобных отцов Киево-Печерских Ближних пещер); 4 (17) июня (Белорус.) 6 (19) июля; 2-я неделя Великого поста (Собор всех преподобных отцов Киево-Печерских); суббота сырной седмицы (Собор всех преподобных); 15 июля (28 июля) (Собор Киевских святых); 10 октября (23 октября) (Собор Волынских святых) | Стала второй из святых жен Руси, удостоившихся быть погребенными в Лаврских пещерах. |
|       | Константин Острожский, также Василий-Константин, Константин-Василий. | князь Острожский                                                    | 12 февраля 1526 — 13 февраля 1608                              | в 2008 году на Поместном соборе Украинской православной церкви Киевского Патриархата. | благоверный              | 26 февраля (11 марта) | |
|       | София Слуцкая                                                        | княгиня Слуцкая и Копыльская, княгиня Радзивилл                     | 1 мая 1585 — 19 марта 1612                                     | 3 апреля 1984 г. по благословению патриарха Пимена, местно православные ученые Польши утверждают о её возможной канонизации во времена Петра Могилы А. Трофимов в книге «Святые жены Руси» указывает на дореволюционную канонизацию святой Софии.; 21 января (3 февраля) 2016 года Архиерейским Собором Русской православной церкви (повсевместно) | Праведная                | 4 июня (17 июня) (Белоруссия); 19 марта (1 апреля); 23 июня (6 июля) (Собор Владимирских святых); 3-я неделя по Пятидесятнице (Собор Белорусских Святых) | |

### Романовы
| Изображение | Имя | Титул | Годы жизни                                                            | Канонизация | Лик святости                                 | День памяти | Примечание |
| ----------- | --- | --- | --------------------------------------------------------------------- | --- | -------------------------------------------- | --- | --- |
|             | Михаил Никитич Романов | Боярин, член Царского Дома Романовых | 1560 — 1602, замучен до смерти в срубе                                | Должен был быть всецерковно прославлен в 1917 году                                                                                   | мученик                                      | | Одной из главных ныробских святынь являются цепи, в которые некогда был закован Михаил Никитич и в которых он принял мученическую кончину. |
|             | Марфа Алексеевна, в постриге Маргарита | русская царевна | 26 августа 1652 — 19 июня 1707                                        | ? | благоверная или преподобная                  | ? | Современная ей «Книга глаголемая описание о российских святых» упоминает Марфу Алексеевну в числе неканонизированных церковью святых. |
|             | Павел Петрович | император Великий магистр Мальтийского ордена, Граф Ольденбургский, Герцог Шлезвиг-Гольштейн-Готторпский                                                     | 20 сентября [1 октября] 1754 — 12 [24] марта 1801, убит заговорщиками | Начало церковному почитанию в 1857 году. Должен был быть всецерковно поместно прославлен в марте-1917 года.                          | благоверный, мученик и чудотворец            | 12 [24] марта | Императора Павла I некоторые петербуржцы почитают как местночтимого праведника. Свидетельства широкого народного поклонения императору были опубликованы в журнале «Русский паломник». |
|             | Вера Молчальница (в миру предположительно Елизавета Алексеевна, урождённая Луиза Мария Августа Баденская) | (Принцесса Баденская, императрица Российской империи) | 13 января 1779 — 6 [18] мая 1861)                                     | | праведная, чудотворица                       | | Отождествляется с императрицей Елизаветой Алексеевной, женой Александра I, которая якобы после того, как император, инсценировав свою смерть, стал сибирским старцем Фёдором Кузьмичом, последовала его примеру. Официально не причислена к лику святых, но почитаема некоторыми православными группами. В частности, созданы тропарь и молитва святой праведной Вере Новгородской. |
|             | Феодор Томский (в миру предположительно Александр I Благословенный) | (император всероссийский) | 12 декабря (23 декабря) 1777 — 20 января (1 февраля) 1864             | в 1984 году в составе Собора Сибирских святых                                                                                        | праведник                                    | 10 июня (23 июня) (общецерковное празднование в составе Собора Сибирских святых), 20 января (1 февраля) и 22 июня (2 июля) (местные празднования в Томской епархии)                                         | Согласно легенде, возникшей в середине XIX века ещё при жизни старца, считается императором Александром I, инсценировавшим свою смерть и ставшим скитальцем. Вопрос о тождественности Фёдора Кузьмича с российским императором историками однозначно не решён. |
|             | Анастасия Киевская, в крещении Александра Петровна Романова, урождённая Александра Фридерика Вильгельмина Ольденбургская | принцесса Ольденбургская, великая княгиня | 2.6.1838-26.2.1900                                                    | 24 ноября 2009 года решением Священного Синода Украинской православной церкви Торжество прославления состоялось 24 января 2010 года. | преподобная                                  | 20 октября (2 ноября); четверг Светлой седмицы суббота сырной седмицы (Собор всех преподобных) | местночтимая святая Киевской епархии |
|             | Михаил Александрович | великий князь | 22 ноября (4 декабря) 1878 — 31 мая (13 июня) 1918, убит большевиками | 1 ноября 1981 года — Русской православной церковью заграницей.                                                                       | Новомученик                                  | 25 января (7 февраля)(в Соборе новомучеников российских); 31 мая (13 июня), в день гибели | открывает своим именем скорбный синодик членов Дома Романовых, «безбожной властью убиенных» в 1918—1919 гг. |
|             | Царственные страстотерпцы: Николай II, Александра Феодоровна (урожденная Виктория Алиса Елена Луиза Беатриса Гессен-Дармштадтская), Алексей Николаевич, Ольга, Татиана, Мария, Анастасия                                                                   | Николай — император Всероссийский; Александра — принцесса Гессен-Дармштадтская императрица; Алексей — наследник цесаревич и великий князь; и великие княжны  | ум. ночь с 16 на 17 июля 1918 года, убиты большевиками                | 1 ноября 1981 года — Русской православной церковью заграницей; 20 августа 2000 года — Русской православной церковью                  | страстотерпцы (РПЦ); Новомученики (РПЦз)     | 23 января (5 февраля) (Собор Костромских святых); 25 января (7 февраля)(в Соборе новомучеников российских); 4 июля (17 июля), в день гибели; 3-я неделя по Пятидесятнице (Собор Санкт-Петербургских святых) | Русской Православной Церковью Заграницей почитаются в лике мучеников, Русской Православной Церковью в лике страстотерпцев, в радикальных монархических кругах Николай II почитается и в лике благоверных. Помимо этого — как искупитель соборного греха Русского Народа |
|             | Алапаевские мученики: великая княгиня Елисавета Феодоровна (урожденная Елизавета Александра Луиза Алиса Гессен-Дармштадтская), Сергей Михайлович, Иоанн Константинович, Константин Константинович (младший), Игорь Константинович, Владимир Павлович Палей | Елизавета — принцесса Гессен-Дармштадтская и великая княгиня; Сергей — великий князь Иоанн, Константин и Игорь — Князья императорской крови Владимир — Князь | ум. ночь на 5 (18) июля 1918 года, убиты большевиками                 | 1 ноября 1981 года — Русской православной церковью заграницей; в 1992 году — собором Русской православной церкви                     | преподобномученица (РПЦ) Новомученики (РПЦз) | 25 января (7 февраля) (в Соборе новомучеников российских); 5 июля (18 июля), в день гибели; 3-я неделя по Пятидесятнице (Собор Санкт-Петербургских святых)                                                  | Русская православная церковь за границей канонизировала всех убитых под Алапаевском (кроме Ф. Ремеза) в лике мучеников. Русская православная церковь причислила к лику святых только двух из них — великую княгиню Елизавету Фёдоровну и бывшую при ней инокиню Варвару (в лике преподобномучеников).                                                                               |
|             | Петроградские мученики: Павел Александрович, Димитрий Константинович, Николай Михаилович, Георгий Михаилович | великие князья | ум. в ночь с 23 на 24 или с 29 на 30 января 1919, убиты большевиками  | 1 ноября 1981 года — Русской православной церковью заграницей                                                                        | Новомученики                                 | 25 января (7 февраля)(в Соборе новомучеников российских); 30 января (12 февраля), в день гибели | |

### Неправившие князья
| Изображение | Имя                                                                         | Титул | Годы жизни                                                                                               | Канонизация | Лик святости                         | День памяти | Примечание |
| ----------- | --------------------------------------------------------------------------- | --- | --- | --- | ------------------------------------ | --- | --- |
|             | Василий Кожин и супруга его Ирина Кожина                                    | князь и княгиня, бояре Кожинские, Кашинские | ок. 1420 г.                                                                                              | | праведные                            | 15 июля (28 июля); 23 июня (6 июля); в 1-е воскресенье после 29 июня (12 июля) (Собор Тверских святых) | Родители Макария Калязинского. Местночтимые Тверские святые |
|             | Макарий Калязинский, в миру Матвей Васильевич Кожин                         | князь из рода Кожинских | до 1402 года (?) — 17 марта 1483)                                                                        | в 1547 году на Макарьевском соборе | преподобный                          | 17 (30) марта и 26 мая (8 июня) (обретение мощей), а также в составе Собора Тверских святых (первое воскресенье после дня святых первоверховных апостолов Петра и Павла — 29 июня (12 июля) | |
|             | Гавриил Василевский и Анастасия Василевская                                 | князь и княжна или княгиня Василевские | 2-я пол. XVI — 1-я пол. XVII в.?                                                                         | к рубежу XVII—XVIII веков. | праведные, чудотворцы                | 26 мая (8 июня) | Местночтимые Нижегородские святые. В «Описании о российских святых» (списки кон. XVII—XVIII в.) сказано: «Святый и праведный Гавриил и святая и праведная Анастасия, сестра бысть по плоти святому Гавриилу, Василевские чудотворцы», в некоторых источниках они названы мужем и женой. |
|             | Михаил Клопский, в миру Михаил Максимович                                   | княжич | XV век                                                                                                   | в 1547 году на Макарьевском соборе | преподобный, блаженный (юродивый)    | 11 января (24 января) (день представления);в субботу сырной седмицы (Собор всех преподобных) | Родственник князя Дмитрия Донского (по одной из версий, внук его боярина Боброка) |
|             | Иннокентий Вологодский (Комельский), в миру Иван(?) Охлябинин               | князь Охлябинин | ум. в 1491 году                                                                                          | вскоре после его преставления | Преподобный                          | 6 (19) марта (Собор Вологодских святых); 2-я неделя по Пятидесятнице (Собор Новгородских святых, Собор Афонских преподобных); 3-я неделя по Пятидесятнице (Собор Вологодских святых) | |
|             | Фома Угличский                                                              | князь или боярин | ок.1470 — 1550                                                                                           | | благоверный                          | 23 мая (5 июня) (Собор Ростово-Ярославских святых) | Местночтимый Ростово-Ярославский святой. Происходил из древнего боярского рода, приближенного к великому князю Василию III. По одной из версий был отцом знаменитого митрополита грозненского времени Филиппа Колычева. Будучи доверенным лицом Василия III, в 1521 г., после смерти угличского князя Димитрия Жилки, был послан наместником в Углич, которым управлял до 1550 г. Скончался в возрасте 80 лет. Погребен в соборной церкви Алексеевского монастыря. |
|             | Кассиан Учемский, в миру Константин Гаврас                                  | Греческий князь Мангупский (потомок императорской династии Комнинов)                                                                           | 1427 — 2 октября 1504                                                                                    | в 1595 году Казанским митрополитом (будущим патриархом) Ермогеном по благословению патриарха Иова                                                            | преподобный                          | суббота сырной седмицы (Собор всех преподобных); 21 мая (3 июня) (день тезоименитства); 23 мая (5 июня) (Собор Ростово-Ярославских святых); 2 октября (15 октября) (день преставления) | Преподобный, устроитель и игумен Учемской пустыни. Происходил из рода византийских императоров Комнинов. |
|             | Вассиан Угличский (Рябовский)                                               | князь из рода Шестихинских | (около 1439 года — 12 февраля 1509 года)                                                                 | В 1548 году, обретением нетленных мощей. | преподобный                          | 12 февраля (25 февраля) (день преставления); 6 июня (19 июня) (вместе с его учителем Паисием Угличским), перенесено ан 11 июня (24 июня), 23 мая (5 июня) (Собор Ростовских святых); в 1-е воскресенье после 29 июня (12 июля) (Собор Тверских святых)                                                                                                  | |
|             | Варсонофия Московская, в миру Варвара                                       | Княгиня, Боярыня Московская | XVI в.                                                                                                   | | преподобная                          | 5 (18) октября;2 августа (15 августа) (Собор Московских святых) | Местночтимая Московская святая (мать свт. Филиппа Московскаго) |
|             | Иоасаф (Оболенский), в миру князь Иван Никитич Оболенский                   | служилый князь, Архиепископ Ростовский и Ярославский                                                                                           | ум. 7.10.1514)                                                                                           | | святитель                            | 7 октября (20 октября) (день преставления) | Память об архиепископе Иоасафе местно чтилась. |
|             | Дионисий Звенигородский, в миру Даниил Васильевич Лупа                      | князь Звенигородскій | ум. 1538)                                                                                                | | преподобный                          | Неделя 2 по Пятидесятнице (Собор всех святых, в земле Российской просиявших | |
|             | Архиепископ Герман, в миру Григорий Фёдорович Садырев-Полев                 | княжич Полев, архимандрит старицкого Свято-Успенского монастыря, архиепископ Казанский и Свияжский                                             | 1505 — 6 ноября 1567, зарублен опричниками                                                               | в 1696 году митрополитом Казанским Маркеллом по благословению патриарха Адриана                                                                              | святитель, страстотерпец (1888—1889) | 6 ноября (19 ноября) (день кончины); 25 сентября (8 октября) (день первого перенесения мощей 1595); 23 июня (6 июля) (день второго перенесения мощей); Неделя 2 по Пятидесятнице (Собор всех святых, в земле Российской просиявших); в 1-е воскресенье после 29 июня (12 июля) (Собор Тверских святых); 4 октября (17 октября) (Собор Казанских святых) | Поскольку в результате переоблачения стали очевидны следы насильственной кончины святителя, настоятель Свияжского мон-ря архим. Вениамин исправил службу Г. и написал акафист, в к-ром святитель прославлялся как страстотерпец. Однако Святейший Синод своим определением 25 окт. 1889 г. не разрешил публикацию этих текстов. |
|             | Ермак Тимофеевич, в крещении Василий, Герман, Еремий или Ермолай.           | Князь Сибирский казачий атаман | 1532/1534/1542 — 6 августа 1585, утонул в Иртыше                                                         | в 1636 году царем Михаилом Феодоровичем и патриархом Иоасафом I по инициативе первого архиепископа Сибирского Киприана.                                      | мученик                              | 6 августа (19 августа) (день мученической кончины); воскресенье перед 26 августа (8 сентября) (Собор Московских святых) | Местночтимый Московский и Тобольский святой. |
|             | Патриарх Ермоген, в миру Ермолай                                            | княжич Шуйский, либо княжич Голицин | ок. 1530 — 17 (27) февраля 1612, замучен полякями                                                        | 12 мая (25 мая) 1913 года в год 300-летия Дома Романовых | священномученик                      | 17 февраля (2 марта) (день мученичества); 12 мая (25 мая) (день прославления); 5 октября (18 октября) (день Московских и всея России чудотворцев) | Происхождение Гермогена остаётся предметом споров. Есть мнения, что он из рода Шуйских, либо из Голицыных, либо незнатного происхождения. Возможно, он происходил из Донских казаков. |
|             | Галактион Вологодский, в миру Гавриил Иванович Бельский                     | княжич Бельский | преставился в 1612 году, замучен полякями                                                                | ок. 1880—1885 | преподобномученик                    | суббота сырной седмицы (Собор всех преподобных); 24 сентября (7 октября); 3-я неделя по Пятидесятнице (Собор Вологодских святых) | |
|             | Симеон Пожарский                                                            | князь Пожарский | около 1618 — убит 29 июня 1659, убит татарами по приказу хана Мехмеда IV Герая                           | XVII век. | мученик                              | 30 июля (12 августа) | В приложении к одному из списков Летописного свода 1652 года сохранились тексты тропаря и кондака «новому страстотерпцу… благоверному князю Симеону Пожарскому». |
|             | Петр (Могила)                                                               | Сын господара Валахии и Молдавии, Митрополит Киевский, Галицкий и всея Руси, Экзарх Константинопольского престола, архимандрит Киево-Печерский | 31 декабря (10 января) 1596 (1597) — 1 (11) января 1647                                                  | В 1996 году Священным Синодом Украинской Православной Церкви (в пределах Украины),12 декабря 1996 г. (в УПЦ КП) 8 декабря 2005 года (на всей территории РПЦ) | Святитель                            | 31 декабря (13 января); 1 (14) сентября (Собор Винницких святых); 10 октября (23 октября) (Собор Волынских святых); 3-я неделя по Пятидесятнице (Собор Галицких святых); 15 июля (28 июля) (Собор Киевских святых); 1 (14) октября (Собор Молдавских святых)                                                                                            | |
|             | Филофей (Лещинский), в миру Рафаил Богуславович Лещинский, в схиме — Феодор | княжич Лещинский, митрополит Сибирский и Тобольский                                                                                            | [[ \|.]].1650 — 31 мая 1727                                                                              | в 1984 году в составе Собора Сибирских святых | святитель                            | 31 мая (13 июня) (день преставления); 10 июня (23 июня) (Собор Сибирских святых) | По некоторым данным был сыном князя Богуслава Рафаловича Лещинского и принцессы Анны фон Дёнхоф. |
|             | Петр Цетинский                                                              | Митрополит Цетинский и владыка Черногории | [[ \|.]].1748 — 18.10.1830                                                                               | 18 октября (31 октября) 1834 года | святитель, чудотворец                | 18 октября (31 октября) (день преставления, обретения мощей и канонизации); 3-я неделя по Пятидесятнице (Собор Санкт-Петербургских святых) | Включен в Собор Петербургских святых на том основании что он учился в Санкт-Петербургской духовной академии. Катастрофа царского поезда произошла накануне дня святого Петра, Царская семья императора Александра III чудом осталась в живых. Черногорцы объяснили спасение заступничеством святителя. |
|             | Архимандрит Аникита, в миру Сергей Александрович Ширинский-Шихматов         | князь Ширинский-Шихматов, член Российской академии, академик Императорской Академии наук, архимандрит                                          | 1783 — 7 [19] июня 1837                                                                                  | забыта | Преподобный                          | 13 июня (26 июня) (Собор Афонских преподобных) | [ 214 ] |
|             | Петр Калнышевский                                                           | Кошевой атаман | 1691 — 31 октября (13 ноября) 1803                                                                       | 12 августа 2008 (УПЦ КП), 23 декабря 2014 (РПЦ) | Праведный                            | 1 (14) октября(УПЦ КП), 31 октября (13 ноября) (РПЦ) | |
|             | Евфросиния Колюпановская, в миру — Евдокия Григорьевна Вяземская            | Княжна из рода Вяземских, фрейлина императрицы Екатерины II                                                                                    | ок. 1758 — 3 июля 1855                                                                                   | в 1988 году — на Поместном соборе Русской православной церкви                                                                                                | блаженная юродивая                   | 3 (16) июля (день преставления) и 22 сентября (5 октября) (собор Тульских святых) | местночтимая святая Тульской епархии |
|             | Илия Чавчавадзе                                                             | Князь Чавчавадзе | 27 октября [8 ноября] 1837 — 30 августа [12 сентября] 1907 зверски убит воинствующими социал-демократами | 2 августа 1987 г. Свящ. Синодом ГПЦ | Праведный                            | 18 июня (1 июля) (Груз.), 20 июля (1 августа)(Груз.) | В Месяцеслов Русской Православной Церкви данная память не включена. |

### Неправящие князья (новомученики и исповедники)
| Икона | Имя                                                                          | Титул | Годы жизни                                                                                        | Канонизация                                                                  | Лик святости                       | День памяти | Примечание |
| ----- | ---------------------------------------------------------------------------- | --- | ------------------------------------------------------------------------------------------------- | ---------------------------------------------------------------------------- | ---------------------------------- | --- | --- |
|       | Василий Александрович Долгоруков, воин                                       | князь, гофмаршал Двора Его Императорского Величества Николая II, генерал-майор свиты Его Императорского Величества | 1 (13) августа 1868 — 10 июля 1918 убит большевиками                                              | 1 ноября 1981 года — Русской православной церковью заграницей                | Новомученик                        | 25 января (7 февраля) (в Соборе новомучеников российских); 27 июня (10 июля), в день гибели | |
|       | Илия Татищев, воин                                                           | граф, генерал-адъютант Николая II | 24.12.1859 — 10.7.1918 убит большевиками                                                          | 1 ноября 1981 года — Русской православной церковью заграницей                | Новомученик                        | 25 января (7 февраля) (в Соборе новомучеников российских); 27 июня (10 июля), в день гибели | |
|       | Анастасия Васильевна Гендрикова                                              | графиня, фрейлина Государыни Императрицы Александры Фёдоровны | 6.7.1888 — 3.9.1918 убита большевиками                                                            | 1 ноября 1981 года — Русской православной церковью заграницей                | Новомученица                       | 25 января (7 февраля) (в Соборе новомучеников российских); 3 (16) сентября, в день гибели | |
|       | Петр Алексеевич Фавстрицкий                                                  | князь польского княжеского рода Фавстрицких, священник | 1875 — 21 июня 1919, убит красноармейцами                                                         |                                                                              | священномученик                    | 25 января (7 февраля) (в Соборе новомучеников российских) | |
|       | Константин Алексеевич Фавстрицкий                                            | князь польского княжеского рода Фавстрицких, священник | убит после 1917 года, застрелен большевиками в алтаре своей церкви во время Божественной Литургии |                                                                              | священномученик                    | 25 января (7 февраля) (в Соборе новомучеников российских) | |
|       | Григорий Алексеевич Фавстрицкий                                              | князь польского княжеского рода Фавстрицких, священник | убит после 1917 года, живым закопан большевиками в землю                                          |                                                                              | священномученик                    | 25 января (7 февраля) (в Соборе новомучеников российских) | |
|       | Сергей Алексеевич Фавстрицкий                                                | князь польского княжеского рода Фавстрицких, священник | 23 сентября 1883 — 10 апреля 1923 умер после заключения                                           |                                                                              | священномученик                    | 25 января (7 февраля) (в Соборе новомучеников российских) 28 марта (10 апреля) (в день кончины) | |
|       | Монахиня Наталия, в миру Наталия Модестовна Фредерикс                        | Баронесса Фредерикс | 1864 — 17 (30) марта 1926 умерла в заключении                                                     | 1 ноября 1981 года — Русской православной церковью заграницей                | Новопреподобномученица             | 25 января (7 февраля) (в Соборе новомучеников российских); 17 (30) марта, в день гибели ; 9 (22) августа (Собор Соловецких святых) | |
|       | Константин Оболенский                                                        | князь Оболенский | 1877 — после 1931                                                                                 |                                                                              | новомученик или исповедник         | 25 января (7 февраля) (в Соборе новомучеников российских) | |
|       | Александр Оболенский                                                         | князь Оболенский | 1860 — 1933                                                                                       |                                                                              | новомученик или исповедник         | 25 января (7 февраля) (в Соборе новомучеников российских) | |
|       | Митрополит Трифон, (в миру — Борис Петрович Туркестанов или Туркестанишвили) | принадлежал к грузинскому княжескому роду, восходящему к XV веку, митрополит | 29 ноября [11 декабря] 1861, — 14 июня 1934,                                                      |                                                                              | священноисповедник                 | 25 января (7 февраля) (в Соборе новомучеников российских) 1 июля (14 июля) (в день кончины); 11 (24) декабря(Собор всех Грузинских святых) | |
|       | Татиана Голицына                                                             | княжна Голицына | 17 апреля 1885 — 8 октября 1935                                                                   |                                                                              | преподобноисповедница              | 25 января (7 февраля) (в Соборе новомучеников российских) 25 сентября (8 октября) (в день преставления) | монахиня Марфо-Мариинской обители, была помощницей Великой Княгини Елизаветы Федоровны |
|       | Наталия Ивановна Оржевская                                                   | рождённая княжна Шаховская, фрейлина Государыни Императрицы Марии Александровны | 1859 — 1930-е годы, умерла в заключении                                                           |                                                                              | исповедница                        | 25 января (7 февраля) (в Соборе новомучеников российских) | |
|       | Схиигумения Фамарь, в миру Тамара Александровна Марджанова                   | княжна Из семьи грузинских князей Марджанишвили (Марджановых), схиигумения | 1 апреля 1869 — 23 июня 1936                                                                      |                                                                              | преподобноисповедница              | 25 января (7 февраля) (в Соборе новомучеников российских) 10 (23) июня (в день кончины); 11 (24) декабря (Собор всех Грузинских святых) | |
|       | Архиепископ Андрей, в миру Александр Алексеевич Ухтомский                    | князь Ухтомский, Архиепископ Уфимский и Мензелинский, Епископ Сухумский, Епископ Мамадышский, викарий Казанской епархии | 26 декабря 1872 (7 января 1873) — 4 сентября 1937 убит большевиками                               | 1 ноября 1981 года — Русской православной церковью заграницей                | Новомученик, священномученик       | 25 января (7 февраля) (в Соборе новомучеников российских); 22 августа (4 сентября) (в день гибели) | местночтимый святой в Уфимской и Казанской епархиях РПЦ. В 1993 году епископ Григорий (Граббе) предложил деканонизировать его, ссылаясь на ставшие известными данные о его вступлении в молитвенно-каноническое общение со старообрядцами. По некоторым сведениям впоследствии был деканонизирован, хотя его книги успели издать в России, как труды священномученика. |
|       | Николай (Ширинский-Шихматов), в миру Аникита Андреевич Ширинский-Шихматов    | князь Ширинский-Шихматов иеромонах | 1896 — 17 сентября 1937, зверски расстрелен большевиками                                          | 1 ноября 1981 года — Русской православной церковью заграницей                | Новопреподобномученик              | 25 января (7 февраля) (в Соборе новомучеников российских); 4 сентября (17 сентября), в день гибели | |
|       | Павла Андреевна Ширинская-Шихматова (Шахматова), в миру ?                    | княжна Ширинская-Шихматова, монахиня | 1890 — после 1930                                                                                 |                                                                              | преподобномученица или исповедница | 25 января (7 февраля) (в Соборе новомучеников российских) | |
|       | Людмила Георгиевна Ширинская-Шихматова (Шахматова)                           | княгиня Ширинская-Шихматова | ум. после 1933                                                                                    |                                                                              | мученица или исповедница           | 25 января (7 февраля) (в Соборе новомучеников российских) | |
|       | Мария Андреевна Ширинская-Шихматова (Шахматова)                              | княжна Ширинская-Шихматова | ум. после 1933                                                                                    |                                                                              | мученица или исповедница           | 25 января (7 февраля) (в Соборе новомучеников российских) | |
|       | Екатерина Андреевна Ширинская-Шихматова (Шахматова)                          | княжна Ширинская-Шихматова | ум. после 1933                                                                                    |                                                                              | мученица или исповедница           | 25 января (7 февраля) (в Соборе новомучеников российских) | |
|       | Владимир Оболенский                                                          | князь Оболенский | 1890 — 21 октября 1937, расстрелен большевиками в Бутове                                          |                                                                              | новомученик                        | 25 января (7 февраля) (в Соборе новомучеников российских); 4-я суббота по Пасхе (Собор Бутовских Новомучеников; 8 октября (21 октября) | Муж Варвары Оболенской |
|       | Александр Николаевич Трубецкой и Вера Николаевна Трубецкая                   | Князь и Княжна Трубецкие | 1889/1890 — 13 ноября 1937 расстреляны большевиками                                               |                                                                              | Мученики                           | 25 января (7 февраля) (в Соборе новомучеников российских) | Их отец, инженер путей сообщения князь Н. Н. Трубецкой арестован в г. Омск в 1919 г. и умер в тюрьме от тифа |
|       | Андрей Петрович Урусов                                                       | Князь Урусов | 1914 — 15 ноября 1937 расстрелян большевиками                                                     |                                                                              | Мученик                            | 25 января (7 февраля) (в Соборе новомучеников российских) | |
|       | Иван Алексеевич Фавстрицкий                                                  | князь польского княжеского рода Фавстрицких, священник | 2 января 1886 — 22 ноября 1937, расстрелян большевиками                                           |                                                                              | священномученик                    | 25 января (7 февраля) (в Соборе новомучеников российских) | |
|       | Анастасия Николаевна Воробьева (Мышецкая)                                    | Княжна Мышецкая | 1880 — 3 декабря 1937 расстреляна большевиками                                                    |                                                                              | Мученица                           | 25 января (7 февраля) (в Соборе новомучеников российских); 9 (22) августа (Собор Соловецких святых) | |
|       | Епископ Иоасаф, в миру Владимир Давидович Жевахов (Джавахишвили)             | князь Джавахишвили, Епископ Могилёвский, епископ Чебоксарский, епископ Пятигорский, епископ Дмитриевский, викарий Курской епархии | 24 ноября 1874 — 4 декабря 1937, убит большевиками                                                | 17 июля 2002 года Определением Священного Синода Русской православной церкви | священномученик                    | 25 января (7 февраля) (в Соборе новомучеников российских) 21 ноября (4 декабря) (в день гибели); 19 мая (1 июня) (Собор новомучеников и исповедников Белгородских)15 июля (28 июля) (Собор Киевских святых) 11 (24) декабря (Собор всех Грузинских святых) | |
|       | Михаил Иванович Фавстрицкий и Петр Иванович Фавстрицкий                      | князья польского княжеского рода Фавстрицких | 1 ноября 1909 — 9 декабря 1937,21 декабря 1911 — 9 декабря 1937                                   |                                                                              | мученики                           | 25 января (7 февраля) (в Соборе новомучеников российских) | |
|       | Василий Алексеевич Фавстрицкий                                               | князь польского княжеского рода Фавстрицких, священник | 2 апреля 1879 — 17 декабря 1937, расстрелян большевиками                                          |                                                                              | священномученик                    | 25 января (7 февраля) (в Соборе новомучеников российских) | |
|       | Кира Ивановна Оболенская                                                     | княжна Оболенская | 24 ноября 1874 — 17 декабря 1937, убита большевиками                                              | 7 мая 2003 года Определением Священного Синода Русской православной церкви   | новомученица                       | 25 января (7 февраля) (в Соборе новомучеников российских) 4 декабря (17 декабря) (в день гибели); 3-я неделя по Пятидесятнице (Собор Санкт-Петербургских святых)                                                                                           | |
|       | Михаил Фёдорович Оболенский                                                  | князь Оболенский | 1865 — 1937, убит большевиками                                                                    |                                                                              | новомученик                        | 25 января (7 февраля) (в Соборе новомучеников российских) | Отец Сергея Михаиловича Оболенского |
|       | Дмитрий Сергеевич Урусов                                                     | князь Урусов | 1887 — 1937 расстрелян большевиками                                                               |                                                                              | Мученик                            | 25 января (7 февраля) (в Соборе новомучеников российских) | |
|       | Варвара Оболенская (ур. Гудович)                                             | княжна Оболенская, графиня Гудович | 1900 — 1938, убита большевиками                                                                   |                                                                              | новомученица                       | 25 января (7 февраля) (в Соборе новомучеников российских) | жена Владимира Васильевича Оболенского |
|       | Сергий Оболенский                                                            | князь Оболенский | 1911 или 1913 — 1941, погиб                                                                       |                                                                              | новомученик или исповедник         | 25 января (7 февраля) (в Соборе новомучеников российских) | Сын Михаила Федоровича Оболенского |
|       | Алипий (Ухтомский), в миру Алексей Алексеевич Ухтомский                      | князь Ухтомский, Академик АН СССР, иеромонах в миру, Епископ Охтенский | 13 (25) июня 1875 — 31 августа 1942 погиб от голода                                               |                                                                              | исповедник                         | 25 января (7 февраля) (в Соборе новомучеников российских) 18 августа (31 августа) (в день гибели) | |
|       | Схиархиепископ Антоний, в мантии Димитрий, в миру князь Давид Ильич Абашидзе | князь Абашидзе, епископ Алавердский, викарий Мцхето-Карталинской епархии, епископ Гурийско-Мингрельский, епископ Балтский, викарий Подольской епархии, епископ Туркестанский и Ташкентский, архиепископ Таврический и Симферопольский, первоиерарх Грузинской катакомбной церкви | 12 октября 1867 — 1 декабря 1942                                                                  | 21 июня 2011 года решением Священного Синода Украинской православной церкви  | Святитель, Преподобный, Исповедник | 19 октября (1 ноября) в день кончины (Киев.) и 23 августа (5 сентября) в Соборе Херсонских святых (Укр.) | местночтимый святой Киевской епархии. |
|       | Владимир Голицын                                                             | князь Голицын | 13 января 1901 — 6 февраля 1943, умер в заключении                                                |                                                                              | новомученик или исповедник         | 25 января (7 февраля) (в Соборе новомучеников российских) 24 января (6 февраля) (в день преставления) | |
|       | Яков Михайлович Шаховской                                                    | Князь из рода Шаховских | 1876 — 1943, умер в ссылке                                                                        |                                                                              | мученик или исповедник             | 25 января (7 февраля) (в Соборе новомучеников российских) | |
|       | Дмитрий Петрович Фавстрицкий                                                 | князь польского княжеского рода Фавстрицких, священник | 1901 — 1957                                                                                       |                                                                              | священноисповедник                 | 25 января (7 февраля) (в Соборе новомучеников российских) | |
|       | Анна Дмитриевна Шаховская                                                    | Княжна Шаховская | 1889—1959                                                                                         |                                                                              | Исповедница                        | 25 января (7 февраля) (в Соборе новомучеников российских); 9 (22) августа (Собор Соловецких святых) | |
|       | Алексей Петрович Фавстрицкий                                                 | князь польского княжеского рода Фавстрицких, священник | 1901 — начало 1960-х гг.                                                                          |                                                                              | священноисповедник                 | 25 января (7 февраля) (в Соборе новомучеников российских) | |
|       | Алексей Сергеевич Лопухин                                                    | Князь Лопухин | 16.01.1882 — 1966                                                                                 |                                                                              | Исповедник                         | 25 января (7 февраля) (в Соборе новомучеников российских) | |
|       | Константин Шаховской (Шаховский)                                             | Князь из рода Шаховских | 29.10.1905 — 4.06.1972                                                                            | Архиерейским Собором (Русская Православная Церковь)                          | священномученик                    | 25 января (7 февраля) (в Соборе новомучеников российских) 26 мая (4 июня) (в день преставления) | Один из прототипов главного героя фильма «Поп». |
|       | Николай Оболенский                                                           | князь Оболенский, протоиерей | 4.01.1900 — 5.07.1979                                                                             |                                                                              | священноисповедник                 | 25 января (7 февраля) (в Соборе новомучеников российских) 22 июня (5 июля) (в день преставления) | Председатель Общества князей Оболенских. |
|       | Никита Александрович Мещерский                                               | Князь Мещерский | 1 [14] января 1906 — 3 марта 1987                                                                 |                                                                              | Исповедник                         | 25 января (7 февраля) (в Соборе новомучеников российских) | |
|       | Ксения Петровна Трубецкая (Истомина)                                         | Княгиня Трубецкая | 1911—1995                                                                                         |                                                                              | Исповедница                        | 25 января (7 февраля) (в Соборе новомучеников российских) | |

### Инославные канонизации
Не РПЦ (старообрядческие и католические) святые и представители царских домов, чья канонизация крайне спорна и поддерживается радикальными монархическими течениями (см. Учение о царе-искупителе). За официальную канонизацию многих из них выступают, в частности, Вадим Кузнецов — писатель, историк и богослов, и Жанна Бичевская.
Не выделены цветом: схизматические (старообрядческие и католические) святые, не почитаемые в православии.
| Изображение | Имя | Титул | Годы жизни                            | Канонизация | Лик святости                         | День памяти                                           | Примечание |
| ----------- | --- | --- | ------------------------------------- | --- | ------------------------------------ | ----------------------------------------------------- | --- |
|             | Саломея Краковская | княжна Польская, княгиня (королева) Галицко-Волынская (в венгерских источниках — королева Галиции и Лодомерии), герцогиня Славонская и Хорватская                                                  | 1211 или 1212 — 17 ноября 1268        | 17 мая 1672 года папой Климентом X | Блаженная                            | 19 ноября по григорианскому календарю                 | Почитается католиками |
|             | Констанция Венгерская | принцесса Венгерская, княгиня Галицко-Волынская, Королева Руси | 1237—1276/1288/1302                   | в 1674 году папой Климентом X | Блаженная                            | 9 апреля по григорианскому календарю                  | Почитается католиками в лике святых польско-угорских княгинь. |
|             | Свидригайло, в крещении Лев | князь Витебский (1393), Подольский и Жидачевский (1400—1402), Новгород-Северский, Черниговский и Брянский (1404—1408, 1420—1430), великий князь Литовский (1430—1432), князь Волынский (1434—1452) | около 1370 — 10 февраля 1452          | ? | благоверный ?                        | ?                                                     | Почитается в Западной православной церкви |
|             | Иоанн III Васильевич, прямое имя Тимофей                                                                                          | Великий князь всея Руси | 22.1.1440 — 27.10.1505)               | | благоверный                          |                                                       | Почитаем как святой частью православных верующих |
|             | Василий III Иоаннович, прямое имя Гавриил, в постриге Варлаам                                                                     | Великий князь всея Руси | 25.3.1479 — 3.12.1533                 | к середине 50-х годов XVII века | благоверный                          |                                                       | Местночтимый святой Троице-Сергиева монастыря Почитаем как святой частью православных верующих 25 января (7 февраля)                                                        |
|             | Анна-Алоиза Ходкевич, урождённая Острожская                                                                                       | княжна Острожская, жена гетмана великого литовского | 1600 — 24 января или 27 января 1654   | |                                      |                                                       | После смерти Анны-Алоизы иезуиты и католическое духовенство говорили о ней, как о примере для подражания и практически святом человеке. В её честь слагали хвалебные тексты |
|             | Евдокия Прокофьевна Урусова, урождённая Соковнина                                                                                 | Княгиня Урусова, боярыня Соковнина | ок. 1635 — 11 сентября [[ \|.]].1675  | 1917, Освященным собором российских старообрядцев белокриницкого согласия                                                                  | мученица                             | 11 сентября (24 сентября) (день мученической кончины) | Почитается старообрядцами |
|             | Феодора, в миру Феодосия Прокофьевна Морозова, урождённая Соковнина                                                               | Боярыня Морозова, боярыня Соковнина | 21 (31) мая 1632 — 2 (12) ноября 1675 | 1917, Освященным собором российских старообрядцев белокриницкого согласия                                                                  | преподобномученица, исповедница      | 11 сентября (24 сентября), 2 (15) ноября              | Почитается старообрядцами |
|             | Димитрий Августин Голицын, имя при рождении Дмитрий Дмитриевич Голицын, псевдоним Августин Смит, прозвище Апостол Аллеган         | князь Голицын | 22 декабря 1770 — 6 мая 1840 года     | 6 июня 2005 года Конгрегация по канонизации святых объявила его слугой Божьим, что является первым шагом в деле прославления в лике святых | Venerabilis Dei servus (Слуга Божий) |                                                       | Почитается католиками. В 2005 году католическая церковь начала процесс беатификации Голицына, который может привести к причислению его к лику святых                        |
|             | Карл I | Император Австрии, король Венгрии, король Богемии, король Хорватии и Славонии, король Галиции и Лодомерии, великий князь Кракова, герцог Буковины                                                  | 17 августа 1887 — 1 апреля 1922       | В 2004 году — папой Иоанном Павлом II. | блаженный                            | 21 октября                                            | Почитается католиками. Последний Государь Червонной Руси |
|             | Цита Бурбон-Пармская (Цита Мария дель-Грацие Адельгонда Микаэла Рафаэла Габриэла Джузеппина Антония Луиза Аньеза Бурбон-Пармская) | императрица-консорт Австрии, королева Богемии, королева Венгрии, королева Хорватии и Славонии, королева Галиции и Лодомерии, великая княгиня Кракова, герцогиня Буковины                           | 9 мая 1892 — 14 марта 1989            | 10 декабря 2009 года — начало процесса беатификации под руководством епископа Ле Ману                                                      | досточтимая                          | 21 октября                                            | Почитается католиками. Последняя Государыня Червонной Руси |

## Почитание

### Соборный праздник
Собор всех святых русских государей, празднование Афонского Пантелеимонова монастыря
Память 15 (28) июля
Празднование Собора всех святых русских государей было установлено в Афонском Пантелеимонове монастыре в 2013 году по благословению игумена обители схиархимандрита Иеремии (Алёхина) в связи с освящением храма во имя всех святых князей и царей Руси: от равноапостольного великого князя Владимира до царя-страстотерпца Николая Александровича.
Собор святых русских государей разделяется по ликам: равноапостольных, великомучеников, мучеников, преподобномучеников, преподобных и благоверных.
В службе Собору святых Русских Царей и Князей имеются отдельные стихиры, посвященные святому царю-мученику Николаю.

### Храмы
В 2013 году на Афоне в русском Свято-Пантелеимоновом монастыре был освящен новый храм во имя всех святых Русских Князей и Царей. Он был создан в по благословению Собора Старцев Пантелеймоновского монастыря при корпусе Царского архондарика, в память 400-летия Дома Романовых.
Таким образом память всех святых русских государей впервые оказалась собрана воедино под сводами одного храма. В храме планируется также поминаться на проскомидии представители всех княжеских и царских родов, не причисленные к лику святых. В заупокойных ектениях на богослужении будут возноситься имена государей, являвшихся ктиторами и благодетелями обители.
Как отмечает журнал «Душеполезный собеседник», освящение в Русской обители на Святом Афоне первого в истории Руси храма всех святых Русских государей станет примером, за которым последует создание подобных храмов в разных уголках Русского мира.

### Групповые изображения (иконы)
- Икона Симона Ушакова «Похвала Владимирской иконе Божией Матери» имеет изображения свв. митрополитов московских, святого Дмитрия Углицкого, святого Федора I Иоанновича и других московских правителей, неканонизированных официально
- Фрески «Древо государей Российских» и «Род Царствия благословится», являющиеся изображением генеалогического древа Рюриковичей и Романовых, имеют изображения князей и царей, как канонизированных, так и неканонизированных, причем с использованием нимбов, что порождает маргинальные теории о канонизации изображенных лиц.
- Фрески Благовещенского собора и Грановитой палаты Кремля, изображающие всех князей с нимбами (см. ниже)
- Икона «Образ всех святых Российских великих князей, княгинь и княжон роду царского» (XIX век) находится в соборе во имя равноапостольного князя Владимира в Санкт-Петербурге. На иконе изображено 47 святых (хронологически от X века — святые равноапостольные Ольга и Владимир до конца XVI века — святой царевич Димитрий)[287].
- Неканоническая икона «Собор Русских Помазанников Божиих» (XXI век). На иконе изображено 17 Святых Помазанников Божиих (хронологически от конца XVI века — святой Царь Иоанн Грозный до начала XX века — святой Император Николай II.)[202]